# Drapeau de la Bretagne
 (août 2025).
Si vous disposez d'ouvrages ou d'articles de référence ou si vous connaissez des sites web de qualité traitant du thème abordé ici, merci de compléter l'article en donnant les références utiles à sa vérifiabilité et en les liant à la section « Notes et références ».
Gwenn ha du
« Gwenn ha du » redirige ici. Pour les autres significations, voir Gwenn ha du (homonymie).
Le drapeau de la Bretagne est un drapeau qui se compose de neuf bandes horizontales noires et blanches d’égales largeurs, disposées alternativement et d’un canton supérieur (côté mât) de couleur blanche parsemé d'une multitude de mouchetures d'hermine. Le nombre de mouchetures et leur forme ne sont pas fixés, la version la plus répandue comprend onze mouchetures arrangées selon trois rangées horizontales. Le rapport entre la hauteur et la largeur du drapeau est de 2:3.

## Utilisation de la moucheture d'hermine en Bretagne

### Conan Mériadec et la légende de l'hermine
Allant en expédition guerrière, le roi Conan Mériadec aurait aperçu un jour une hermine blanche hésitant à franchir un ruisseau boueux et poussant des cris plaintifs. Le roi s'arrêta pour la regarder, la croyant blessée. Un de ses officiers lui dit : « Seigneur, cette petite bête est une hermine. Elle n'est pas blessée. Sa seule douleur, c'est qu'elle ne peut pas traverser sans tacher sa belle robe blanche, car l'hermine préfère la mort à la moindre souillure ». Bien que terrorisée, l'hermine se laissa prendre par le roi. On dit qu'en souvenir de cette scène, Conan fit broder sur ses bannières une hermine avec cette devise : « Plutôt la mort que la souillure ». L'hermine est utilisée en raison de cet évènement comme symbole de pureté,.

### Étendards antérieurs

#### Premiers drapeaux
Aucune source illustrée contemporaine ne permet de connaître les éventuels emblèmes utilisés par les rois et ducs bretons antérieurement au XIe siècle. La première référence littéraire connue à un emblème vexillaire breton évoque un « vert étendard aux sept saints de Bretagne » qui aurait été arboré à la fin du haut Moyen Âge d'après une version de la chanson de Roland du XIIe siècle : « Piniax les guie a une vert enseingne / il est escript as.VII. saints de Bretaingne, ».

Bannière théorique des premiers monarques bretons.

Selon Divi Kervella, les souverains bretons auraient utilisé un drapeau blanc traversé d'une bande rouge, ce dessin étant une simplification du dragon rouge sur fond blanc. Cette proposition se base sur l'étude d'une miniature du XVe siècle ainsi que celle des anciennes barres ducales de Lanmeur et d'Acigné et sur la fréquence de la combinaison du rouge et du blanc sur les blasons des juveigneurs ducaux bretons comme des descendants de leurs officiers,.

#### L'échiqueté de Dreux

Bannière de Pierre Mauclerc, Folio 71v de l'Armorial de Gelre.

L'utilisation de l'hermine en Bretagne date de 1202, la duchesse de Bretagne Alix épouse le duc Pierre de Dreux. À l’époque, seul l’ainé des enfants pouvait garder le blason familial, les autres enfants devaient 'briser les armes', c’est-à-dire ajouter une brisure, un signe distinctif. Pierre de Dreux ajoutée au blason familial une brisure de moucheture d’hermine.
L’hermine est utilisée sur les armoiries que les ducs de Bretagne utilisaient depuis le XIIIe siècle. 

#### Le Kroaz Du(Croix noire)

Le Kroaz Du.

Certains auteurs récents attribuent son origine à la troisième croisade (1188). Une conférence à Gisors entre le pape Clément III, le roi de France Philippe Auguste, le roi d'Angleterre Henri II Plantagenêt ainsi que le comte de Flandre Philippe d'Alsace, aurait décidé d'attribuer une croix par nationalité afin de distinguer les nations. Les Bretons auraient pris la croix noire. Cependant, d'autres auteurs démentent cette théorie et affirment que les croisés bretons portaient la croix rouge sur fond blanc, comme tous les autres croisés. Ils placent l'adoption de la croix noire pendant la guerre de Cent Ans.

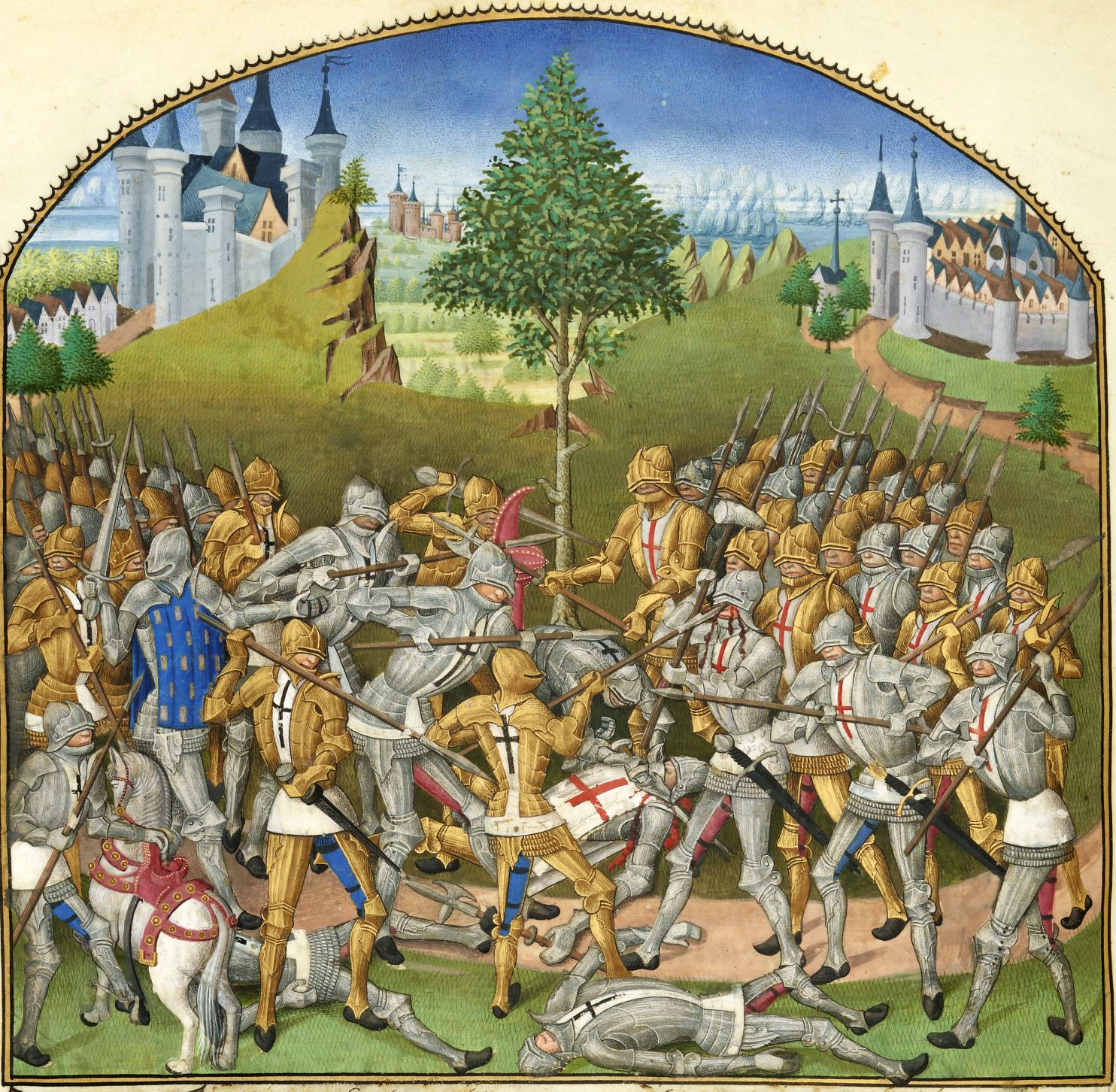
Chevaliers bretons (à gauche) arborant la croix noire. Miniature du XVI (Combat des Trente).

Le drapeau à croix noire, appelé Kroaz du en breton, n'est en effet attesté qu'à partir du XVe siècle dans la documentation écrite comme dans l'iconographie. Il apparaît sur une enluminure d'un manuscrit du XVe siècle, Compillations de Cronicques et Ystores des Bretons, illustrant le combat des Trente en 1351. La croix noire était cousue sur les vêtements des soldats bretons pour les distinguer au combat aux XVe et XVIe siècles.
Le duc Jean IV, en exil chez son beau-père le roi Édouard III d'Angleterre, aurait transposé en Bretagne la pratique anglaise de l'usage à la guerre de la croix rouge, choisissant pour se distinguer l'association des couleurs de son écu d'hermine, le blanc et le noir. Ses successeurs Montfort l'utilisèrent également sur leurs étendards.

#### La bannière d'hermine

Le drapeau de la province de Bretagne en 1532 (version moderne).

En 1316, quatre ans après son avènement, Jean III abandonna l'échiqueté de Dreux, pour le semé de mouchetures d'hermine, dit en héraldique française « d'hermine plain ». Elle sera utilisée jusqu'au XVIe siècle. Les raisons de cette modification tardive (les changements d'armoiries étaient rares au XIVe siècle chez les grands princes) et remarquable ont été analysées par Michel Pastoureau.
Contrairement à l'héraldique, en vexillologie l'hermine désigne la moucheture elle-même et non la fourrure mouchetée de noir. Dans l'imaginaire actuel, la moucheture maintenant appelée « hermine » symbolise l'animal, alors qu'en héraldique elle représente simplement la queue noire de l'animal attachée par couture ou agrafe à la pelisse blanche. L'évolution de sens est liée au dessin qui présente une ressemblance morphologique avec l'animal entier.

Drapeau de Saint-Pierre-et-Miquelon.

Le drapeau d'hermine est encore utilisé par plusieurs bagadoù et quelques mairies bretonnes. Il est aussi arboré à l'occasion de manifestations et fêtes historiques, de fêtes religieuses, sur des bateaux de plaisance et flotte devant plusieurs châteaux et églises de Bretagne et d'ailleurs (Chartres, Amboise…). Cette représentation avec des mouchetures d'hermine de nombre et de forme variables est reprise dans les armes de plusieurs villes. Actuellement, les escadrons de la gendarmerie française en Bretagne portent un écusson d'hermine plain comme signe distinctif, presque semblable à l'écu ducal. En Limousin, la gendarmerie porte l'écusson des Penthièvre, cadets de Bretagne héritiers du Limousin : « d'hermine à la bordure de gueules » (avec un encadrement rouge). C'est également l'hermine plain qui représente la Bretagne sur le drapeau de Saint-Pierre-et-Miquelon. En septembre 2010, la Monnaie de Paris a émis des pièces de 10 euros dédiées aux régions de métropole et d'outre-mer : celle illustrant la région Bretagne faisait flotter comme drapeau une bannière d'hermine.

##### Le pavillon à croix noire herminée

Pavillon à croix noire de la flotte bretonne du.

Si les portes Mordelaises de Rennes portent encore dans la première moitié du XVe siècle les deux emblèmes accolés sur leur pierre pré-éminencière, l'iconographie des XVe et XVIe siècles montre assez tôt la fusion des deux emblèmes bretons: la bannière d'hermine, marque féodale commandant l'ost, et l'étendard à croix noire à destination des troupes appointées. On voit alors un drapeau blanc à une croix noire cantonnée de mouchetures d'hermines en nombre indéfini devenir la marque de la flotte et des troupes ducales. Ce pavillon fut bientôt adopté par les grands ports bretons (Brest, Guérande, Nantes, Saint-Malo), tel quel ou avec quelques variantes particulières.
Ils restèrent en usage du XVIe siècle au moins jusqu'au XVIIIe siècle à une modification près : L'insertion d'une croix blanche française à l'intérieur — ou par-dessus — la croix noire bretonne.
Du XVIe au XVIIIe siècle, l'amirauté de Bretagne conserve le pavillon de la flotte bretonne, une croix noire avec quatre puis un seul quartier d'hermine ; les bâtiments bretons arboraient également des flammes de guerre hachurées verticalement de blanc et de noir. Ce pavillon est aussi celui de la ville ducale de Guérande et de ses navires rouliers.

#### Autres étendards

##### Guerre de Succession de Bretagne

Flamme de la garde ducale bretonne après Jean IV.

Lors de la guerre de Succession de Bretagne (1341-1364), les deux prétendants utilisent des flammes différentes, reprenant les couleurs aujourd’hui utilisées par le drapeau breton. Il s'agit pour le cas de Jean de Montfort de flammes noires et pour celui de Charles de Blois et Jeanne de Penthièvre de flammes blanches. C'est à partir de cette période que le blanc et le noir commencent à être utilisés par les Bretons et leurs souverains. Le Gwenn ha Du s'inspire de cette tradition.

##### Régiment de Bretagne

Drapeau d'ordonnance.

Le régiment de Bretagne (ancien régiment de Castelnau (1644) puis régiment de Hocquincourt (1651)) et les régiments provinciaux attachés (Nantes, Vannes et Rennes) marchent de 1721 à 1791 sous un drapeau colonel carré blanc portant un cartouche baroque à l'écu ovale d'hermine, couronné, supporté par deux rameaux croisés et surmonté d'une banderole à la devise du régiment « Potius mori quam vinci » (1740-1757) et « Potius mori quam foedari » (1757-1791).
Le drapeau d'ordonnance était différent : une croix blanche semée de queues d'hermines, et la devise du régiment étant réparties sur chacun des bras de la croix (1740-1791). La croix cantonne le drapeau en 4 quartiers aurore (1 et 4) et noirs (2 et 3).

##### Avant le Gwenn ha Du
Aux XIXe et XXe siècles, différentes versions du drapeau d'hermine sont employées avant d'être progressivement remplacées par le Gwenn ha Du. Au cours des années 1920, de nombreuses propositions sont effectuées afin de doter la Bretagne d'un nouveau drapeau. La plupart se basant sur des éléments de la culture bretonne ou celte (comme le dragon rouge brittonique, la croix noire, la bannière de Saint-Yves ou encore le Triskèle.) Cependant, aucune d'entre elles n'arrivera à s'imposer. Le drapeau de Brittia de Jean-Pierre Calloc'h était une croix noire avec un canton d'hermine (onze mouchetures).
Au début du XXe siècle, certains nationalistes désirent un nouveau drapeau pour représenter la Bretagne, car ils reprochent plusieurs choses au drapeau d'hermine plain. Le drapeau est perçu plus comme une bannière héraldique moyenâgeuse et féodale qu'un symbole moderne d'un peuple développant une conscience nationale. De plus, ils lui reprochent (à tort) d'être la bannière de Pierre Mauclerc, considéré comme un mauvais souverain de Bretagne. On lui reproche également de pouvoir être confondu avec un drapeau royaliste légitimiste par confusion du semé de mouchetures d'hermine avec le semé de fleurs de lys des rois de France,,. Enfin, de pouvoir être confondu de loin avec le drapeau blanc de la reddition : en effet sur les drapeaux de l'époque, peints ou cousus à la main, les hermines étaient beaucoup plus espacées qu'aujourd’hui sur le champ blanc du drapeau,.
Avant que le Gwenn ha Du ne s'impose comme l'« emblème moderne de la Bretagne », le drapeau d'hermine, symbole du duché de Bretagne, en tenait lieu. Dès le XIXe siècle, le besoin d'identification se faisant sentir dans le mouvement breton, les drapeaux d'hermine, en différentes versions, ont resurgi lors de nombreuses manifestations culturelles et religieuses (chrétiennes et druidiques).
Juste avant la Grande guerre, on redécouvre le drapeau herminé à croix noire qu'utilise la Fédération régionaliste de Bretagne, mais il reste cantonné à des mouvements catholiques, notamment le mouvement scout Bleimor.

## Historique

### Naissance du drapeau

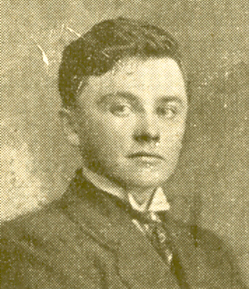
Morvan Marchal avant 1939

Le premier « Gwenn ha Du » est conçu en 1925 par Morvan Marchal.

Prenant une approche moderniste, il cherche à rompre avec la bannière d'hermines parfois utilisée depuis le Moyen Âge, jugée trop proche du drapeau monarchiste français, dont les fleurs de lys sur fond blanc sont souvent confondues avec les hermines sur fond blanc de la bannière bretonne. Les quatre bandes blanches sont choisies pour représenter les régions dans lesquelles le breton est parlé, et les cinq bandes noires celles où le gallo est parlé. Le carré d'hermines est gardé comme référence à l'ancien duché. Il s'inspire du drapeau américain,, et peut-être du drapeau grec,,. 

Blason de la ville de Rennes.

Morvan Marchal reprend l’hermine et les bandes alternées blanches et noires du blason de la ville de Rennes. Cependant, cet argument aurait été avancé a posteriori, l'origine bretonne du Gwenn ha Du étant plus acceptable que celle du Drapeau des États-Unis.

Drapeau des États-Unis à 48 étoiles, de 1912 à 1959.

À l'origine, il s’agit de donner un emblème au mouvement Unvaniez yaouankiz Vreiz (Union de la jeunesse de Bretagne). Une souscription est lancée, relayée par Breiz Atao qui s'affirme alors comme la « revue mensuelle du nationalisme breton et du fédéralisme international ».
Les couleurs des bandes du drapeau recouvrent celles du Kroaz Du et des anciennes bannières ducales noires et blanches utilisées pendant et après la guerre de Succession de Bretagne.
En 1937, il en décrit la signification générale :
« J'ai donc pensé et continue à croire, qu'en conservant au maximum les hermines primitives, l'on pouvait composer un drapeau breton d'esprit moderne. En voici la signification :

Version de 1923-1925, avec mouchetures coupées sur les bords.

- au coin gauche du drapeau, un quartier d'hermines innombrables ;
- neuf bandes égales alternativement noires et blanches, couleurs traditionnelles, lesquelles représentent : les blanches, les pays bretonnants (« Basse-Bretagne ») : Léon, Trégor, Cornouaille, Vannetais ; les noires les pays bretons gallos (« Haute-Bretagne ») : Rennais, Nantais, Dolois, Malouin, Penthièvre.

Ce drapeau, qui, je le répète, n'a jamais voulu être un drapeau politique, mais un emblème moderne de la Bretagne, me paraît constituer une synthèse, parfaitement acceptable de la tradition du drapeau d'hermines pleines (sic), et d'une figuration de la diversité bretonne,. »
Le Gwenn ha Du, dès sa création, ne fait pas l’unanimité tant dans ses origines, sa légitimité, sa signification, ses sources d’inspiration ou son usage.
En 1937-1938, il donne lieu à une querelle par journaux interposés. Les tenants du drapeau d'hermine dit « traditionnel » défendent leur drapeau face aux tenants du Gwenn ha Du, drapeau dit « moderne ». Les « modernistes » utilisent surtout le Gwenn ha Du, alors que les pèlerins des pardons et autres fêtes religieuses utilisent le drapeau d'hermine.
À l'époque il est critiqué sur les points suivants : il transpose en drapeau les armes de la ville de Rennes, au détriment de celles de la Bretagne ; c'est une création de Rennais et non de Bretons de Basse-Bretagne ; c'est un drapeau inventé récemment qui éradique la séculaire bannière d'hermine ; c'est un plagiat du drapeau américain ; enfin, il est employé par les communistes de l'Association des Bretons Émancipés. Cette position est résumée par Léon Le Berre,

« (Un) drapeau inventé de toutes pièces, presque au lendemain de la guerre, par un groupe rennais (…) Le lecteur conclura, avec nous, qu'aucune raison sérieuse ne milite pour un changement dont les auteurs ne sont, du reste, nullement qualifiés pour le réaliser (…) Suivons le conseil de notre confrère « La Bretagne à Paris », en nous tenant au traditionnel drapeau d'hermines. Qu'on place, au milieu du champ, pour éviter la prétendue confusion avec la fleur de lys, « l'hermine passante et cravatée » dont les fanons du collier portent la devise « À ma vie » (…) »

— Léon Le Berre, Le drapeau breton, il n'y en a qu'un !, L'Ouest-Éclair, 1937
Selon Olier Mordrel : « Ce drapeau, né de la plume de Morvan Marchal, premier directeur de Breiz Atao, a été présenté par un tour de passe-passe, à un public ignorant tout de la Bretagne, comme le drapeau breton traditionnel ».
Au début du XXIe siècle, le Gwenn ha Du fait toujours l'objet de critiques de la part de certaines personnalités publiques telles que Françoise Morvan dans le livre Le Monde comme si par exemple.
Ces critiques portent essentiellement sur les circonstances et origines de la création du Gwenn ha Du par Marchal, ses inspirations (couleurs, symbolique) ou son usage dans le mouvement breton mais aussi son utilisation dans les années 1920 par le Groupe régionaliste breton ou le Parti autonomiste breton. Ou son utilisation par le Parti national breton dans les années 1930 et la Seconde Guerre mondiale, parti collaborateur du régime de Vichy et du Troisième Reich.

« Le drapeau, l’hymne national, la langue unifiée, l’histoire revue et corrigée, le culte du Barzaz Breiz se sont imposés et le mouvement Breiz Atao tend à passer pour l’expression d’une autre résistance, une résistance à l’oppresseur jacobin. En relayant leur version des faits, leurs héritiers ont peu à peu tissé une toile d’araignée où tous ceux qui s’approchent, à un moment ou à un autre, de la culture bretonne ne peuvent que venir se perdre. »

— Françoise Morvan, Le monde comme si, Paris, Éditions Actes Sud, 2002, p. 194.
D'autres critiques soulignent la référence erronée aux aires linguistiques ; la primauté du Kroaz Du qui fut drapeau d’État (M. de Mauny), la valeur défavorable attribuée aux drapeaux à rayures au Moyen Âge (étudiée par M. Pastoureau). Dans la pratique, divers emblèmes bretons coexistent sans problèmes.

##### Les armoiries de Rennes et de la famille irlandaise Marshall
De même, sans que l'on ait pu établir un lien formel entre le drapeau créé par Morvan Marchal et les armoiries de la famille irlandaise des Marshall, le Gwenn ha Du rappelle la disposition et la couleur des armoiries de cette famille,.

### Utilisation
Il est cependant largement associé aux mouvements autonomistes et nationalistes breton dans les années 1920 et 1930, et est utilisé par des résistants comme par des collaborateurs lors de la Seconde Guerre mondiale. Il est ainsi régulièrement interdit avant, pendant, et après le conflit par les autorités françaises qui le considère séditieux.
Dès les années 1920, il est utilisé par des cercles culturels et politiques bretons. Pendant la Seconde Guerre mondiale, il est arboré par des groupes indépendantistes et nationalistes ou bien membres d'une collaboration locale non française. Il est alors souvent considéré comme un drapeau séditieux par les autorités françaises et connaît des interdictions ponctuelles avant, pendant, et après la Seconde Guerre mondiale. L'émergence du troisième Emsav dans les années 1970 entraîne la popularisation du drapeau, d'abord dans les cercles culturels bretons, puis dans l'ensemble de la société bretonne. Largement utilisé depuis, par la population comme par les administrations locales, il est aujourd’hui le principal symbole de la Bretagne. Cependant d'autres drapeaux sont encore utilisés afin de représenter cette région, et non pas seulement la région administrative à quatre départements, tels que la bannière herminée ou le Kroaz du (« Croix noire »). L'histoire vexillologique de la Bretagne est riche et de nombreux drapeaux, bannières et pavillons ont existé pour représenter les ducs, leurs flottes et armées, les ports, les régiments bretons ainsi que les villes et pays historiques bretons.

### Années 1920-1930

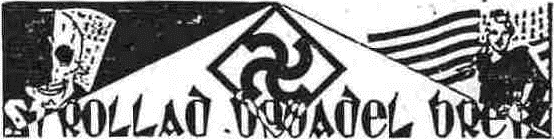
Entête du Breizh Atao daté du 12 février 1933. Le Gwenn ha Du (à droite) est associé au Hévoud (au milieu)

La première apparition du drapeau date de l’exposition des Arts décoratifs de Paris en 1925,. Marcel Cachin, directeur du journal L'Humanité et l'un des fondateurs de l'« Association des Bretons émancipés », organisation proche du PCF, ainsi qu'Eugène Reigner adoptent ce drapeau la même année comme emblème des cercles celtiques. Le Parti autonomiste breton (PAB) l'adopte à son tour comme « drapeau national breton » lors de son congrès constitutif de Rosporden le 11 septembre 1927. Le succès du Gwenn ha Du est certain, il est rapidement adopté par le mouvement catholique Bleun-Brug ainsi que par les laïcs d'Ar Falz.
D'après Jakez Gaucher et Philippe Rault, Morvan Marchal, partisan de la gauche laïque anticléricale et franc-maçon,, était opposé à titre personnel au Kroaz Du symbole, d'après lui, fortement teinté de christianisme. Aucun écrit ne vient étayer cette affirmation. Le Kroaz Du, tel qu'on peut le voir aujourd’hui, n'était guère utilisé au moment de la création du Gwenn ha Du. Cependant on observe la même imposition inattendue de bandes sur le drapeau grec moderne du XIXe s.
Lors de l'exposition universelle de 1937 à Paris consacrée aux « arts et techniques dans la vie moderne », une version dessinée par Charles Coüasnon le responsable du pavillon breton, fut arborée sur le pavillon de la Bretagne située dans le centre régional sur les berges de la Seine. Le Gwenn ha Du est alors hissée à la demande de René-Yves Creston, secrétaire du pavillon, artiste fondateur du mouvement Seiz Breur et militant dans le mouvement breton, en lieu et place de la bannière herminée. Cette version est assez inhabituelle puisque le canton repose sur la septième bande au lieu de la cinquième et que les mouchetures sont disposées les unes en dessous des autres. La publicité faite au Gwenn ha Du lors de cet événement lui permettra d'être accepté comme drapeau breton par le grand public. En 1939, Ottfried Neubecker, héraldiste et vexillologue allemand, fait figurer le Gwenn ha Du de Coüasnon dans son ouvrage Fahnen und Flaggen en le qualifiant de « drapeau autonomiste de la Bretagne ».

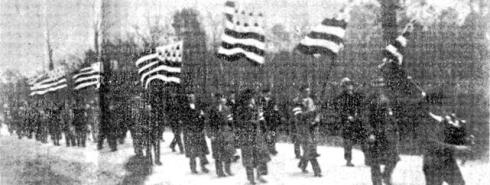
Manifestation du Parti national breton à Saint-Aubin-du-Cormier (1935).

Le Parti national breton l'arbore également, par exemple dans le nouvel en-tête de « La vie du parti », dans Breiz Atao, dès le 29 janvier 1933 (il est alors associé au Hevoud, un symbole traditionnel celtique et breton présent sur des décorations préceltiques et en architecture religieuse, confondu avec la croix gammée du parti nazi allemand,). On le voit par exemple dans Breiz Atao no 221, en Une, le 14 avril 1935, pour illustrer la manifestation du Parti national breton à Saint-Aubin-du-Cormier.
À cette même époque le Gwenn ha Du est également utilisé par le Gorsedd de Bretagne, société néo-druidique fondée en 1899. On peut le retrouver par exemple lors du Gorsedd digor, tenu le 30 juillet 1939 à Vannes à l'occasion du « Festival interceltique » présidé par le préfet du Morbihan et en la présence d'Hippolyte Tréhiou, évêque de Vannes ; de Maurice Marchais, maire de Vannes ; et d'Alphonse Rio, sénateur du Morbihan. La personnalité de son créateur, lié à la franc-maçonnerie et à la gauche anticléricale, fait que le drapeau est combattu par certains milieux cléricaux. Le président du Bleun-Brug démissionne ainsi de son poste en 1937 pour protester contre la présence du Gwenn ha Du lors d'une fête organisée par l'abbé Perrot. L'évêque de Quimper, Adolphe Duparc, s'oppose lui-aussi à l'usage du drapeau la même année, incompatible selon lui avec les œuvres catholiques.
À la fin de l'année 1930, une organisation armée secrète bretonne est créée par Célestin Lainé et Guillaume Berthou sous le nom de Gwenn ha Du.
Avant, pendant et après la Seconde Guerre mondiale (1939-1945), en raison de sa connotation séparatiste, ce drapeau a fait ponctuellement l'objet d'interdictions par arrêté lors de manifestations ou de visites gouvernementales.

« Afin d'éviter de fournir à ce dernier des arguments, il conviendra de rappeler aux organisations du Gorsedd du Faouet que le drapeau à bandes horizontales alternées, blanches et noires, portant dans l'angle supérieur, près de la hampe, des hermines noires sur fond blanc, a été à différentes reprises considéré comme emblème séditieux et interdit dans la rue »

— Quimper, le 19 mars 1931 - Le Commissaire Spécial à Monsieur le Préfet du Finistère - Cabinet.

### Années 1940-1950

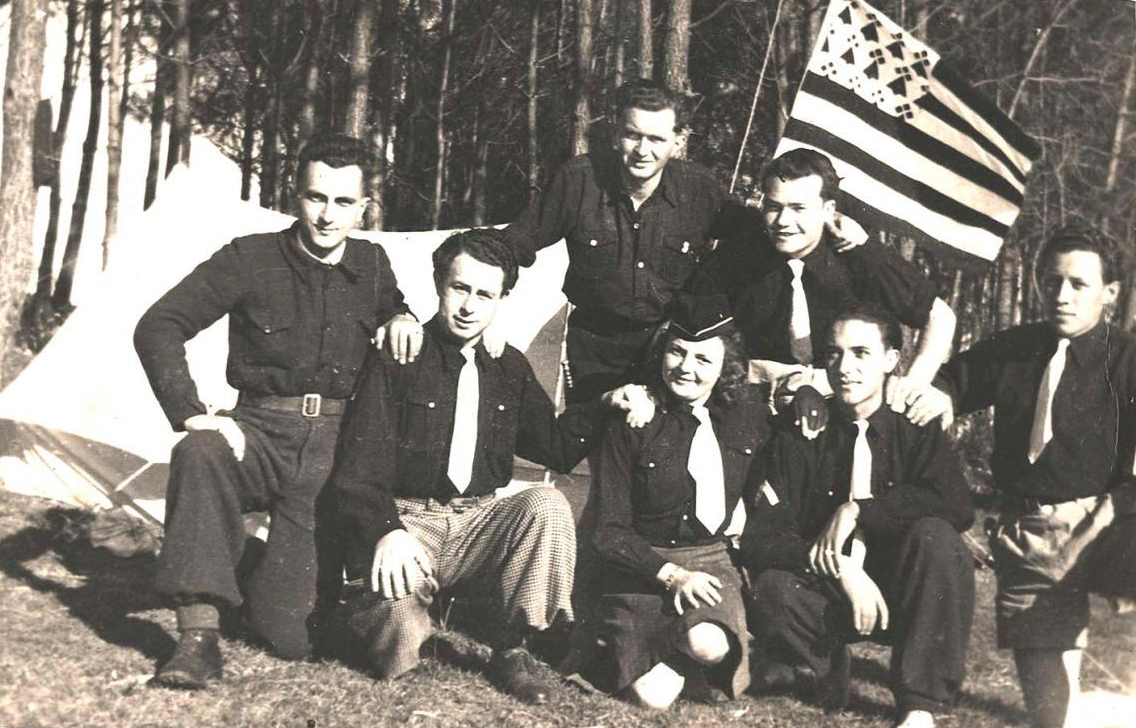
Groupe de résistants à l'occupation allemande, membres du PNB à l'étang de Kernévy en Missillac, en mars 1943, en uniforme des Bagadoù stourm et arborant le Gwenn ha Du.

Pendant la Seconde Guerre mondiale, le Gwenn ha Du est utilisé par des groupes liés à la collaboration,[réf. à confirmer] Le Parti national breton, parti ayant collaboré avec l'occupant allemand, l'utilise. Il est toléré par la Wehrmacht, armée du IIIe Reich, mais jamais à côté du drapeau à la croix gammée. Le Bezen Perrot lui préfère le Kroaz du, car le Gwenn ha Du est l'œuvre de Marchal, un fédéraliste.
Même si son utilisation est mentionnée durant la période de la Libération, son utilisation semble rare à la sortie de la guerre, son association au PNB nuisant à son image jusqu'à la fin des années 1960.

### Années 1960-1990

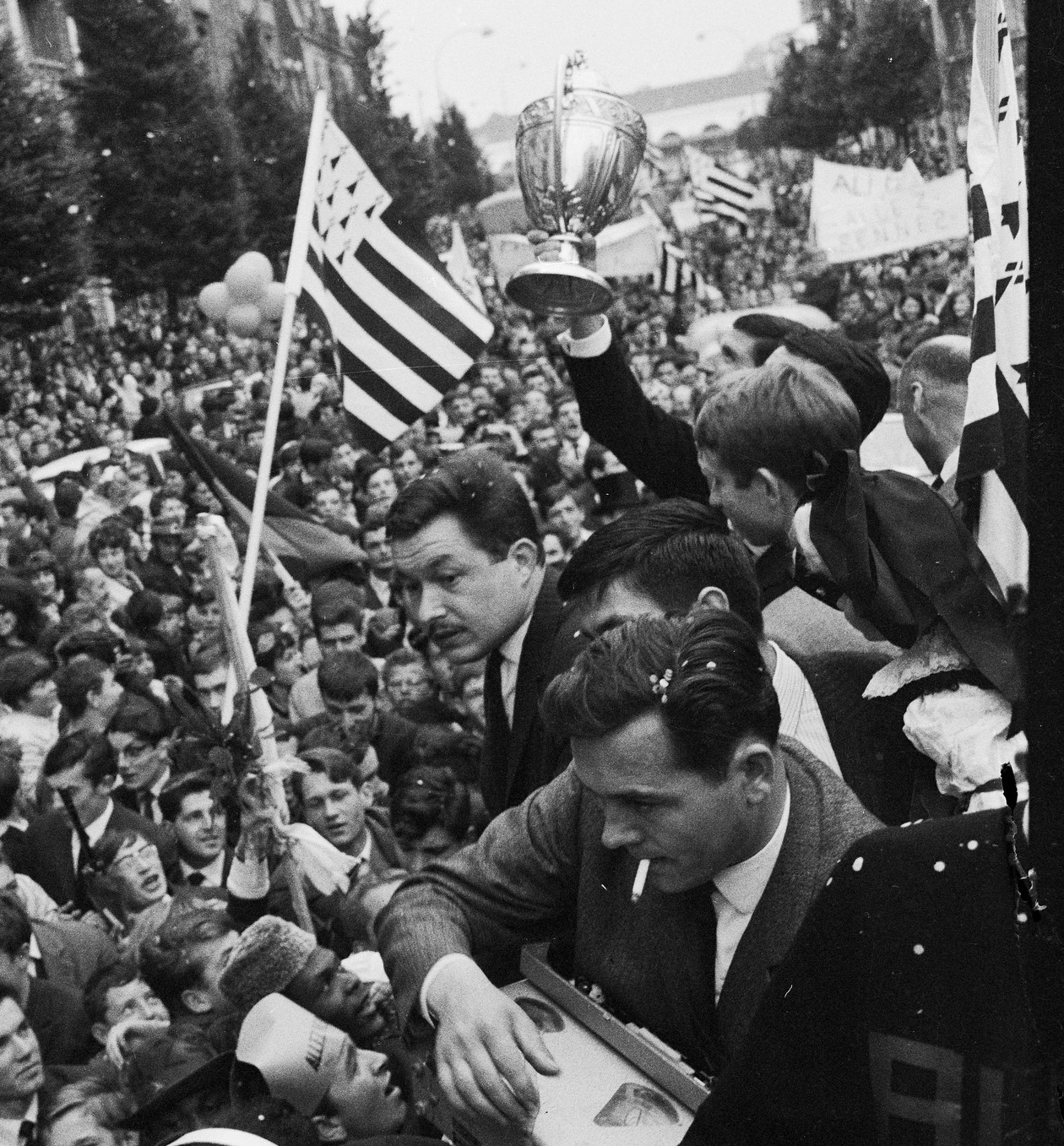
Drapeaux dans les rues de Rennes lors de la présentation de la coupe.

Au cours des décennies 1950 et 1960, il est de nouveau utilisé par les mouvements culturels bretons. Il devient même populaire au sein de classes sociales qui n'ont jamais utilisé le drapeau herminé. On le voit dans les défilés, les grèves ouvrières, les manifestations d'étudiants. Le 27 mai 1965, l'équipe de football de Rennes l'emporte sur Sedan lors d'un match comptant pour la coupe de France, et c'est un déferlement de Gwenn ha Du. Le Gwenn ha Du devient alors aux yeux des Bretons le drapeau de leur terre.
Il est re-popularisé par des associations culturelles après-guerre, puis trouve une dimension politique lors de mouvements sociaux dans l'après mai-68 en Bretagne. Lors des événements de mai 68, un drapeau breton est installé sur la Sorbonne à Paris. En 1972, les ouvriers d'une usine de Saint-Brieuc, Le Joint Français, en font l'un des symboles de leur lutte revendicative,. La plupart des Gwenn ha Du étant surmontés d'un rectangle rouge, symbolisant l'extrême gauche. Cette même année, le 3 octobre 1972, lors d'une manifestation de soutien à des militants du Front de Libération de la Bretagne à Paris, un manifestant l'accroche sur la flèche de la cathédrale Notre-Dame. Lors de ses séjours dans l'espace, le spationaute français Jean-Loup Chrétien l'emporte avec lui,.

### Depuis 2000

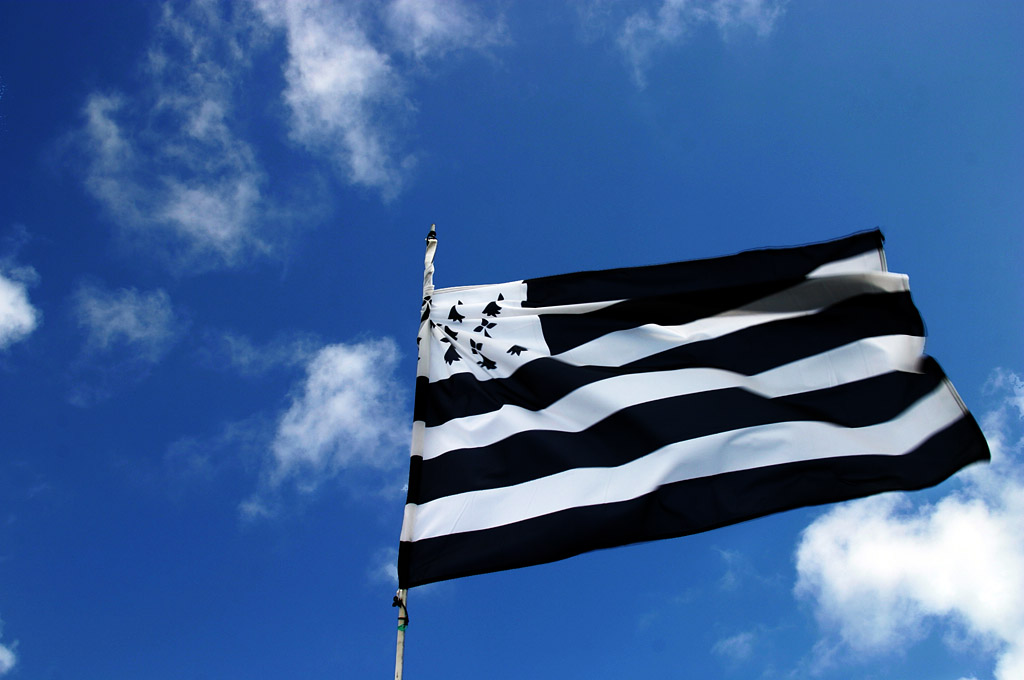
Gwenn ha Du flottant.

Aujourd'hui, la connotation politique du Gwenn ha Du est devenue accessoire : il représente la Bretagne dans son intégralité et non plus une pensée, une idéologie ou un parti politique précis. Le drapeau flotte sur la plupart des mairies et sur de très nombreux bâtiments publics, symbole d'unité (c'est le même drapeau que l'on trouve dans toute la Bretagne) et de diversité (par le rappel des anciens découpages territoriaux). Il est de toutes les fêtes bretonnes ; dans les défilés, la tradition veut que le porte-drapeau le tienne à bout de bras ; il est couramment affiché dans les salles où se tiennent des festoù-noz.
Il est mis en avant au cours de divers événements médiatiques : le chanteur américain Ben Harper s'en couvre lors de sa prestation au Festival des Vieilles Charrues en 2005 ; en novembre 2006, sur les images retransmises en France du départ du marathon de New York, on a pu le voir porté par un coureur ; à Pékin, en 2008, la championne olympique Laëtitia Le Corguillé l'affiche avec sa médaille, alors que les autorités chinoises ont interdit l'usage de tout drapeau hors ceux des nations inscrites.
Au moment de son arrivée à la tête du Conseil général de la Loire-Atlantique en 2004, Patrick Mareschal partisan de la réunification, fait mettre devant le bâtiment un Gwenn ha Du pour marquer l'appartenance du département à la Bretagne.

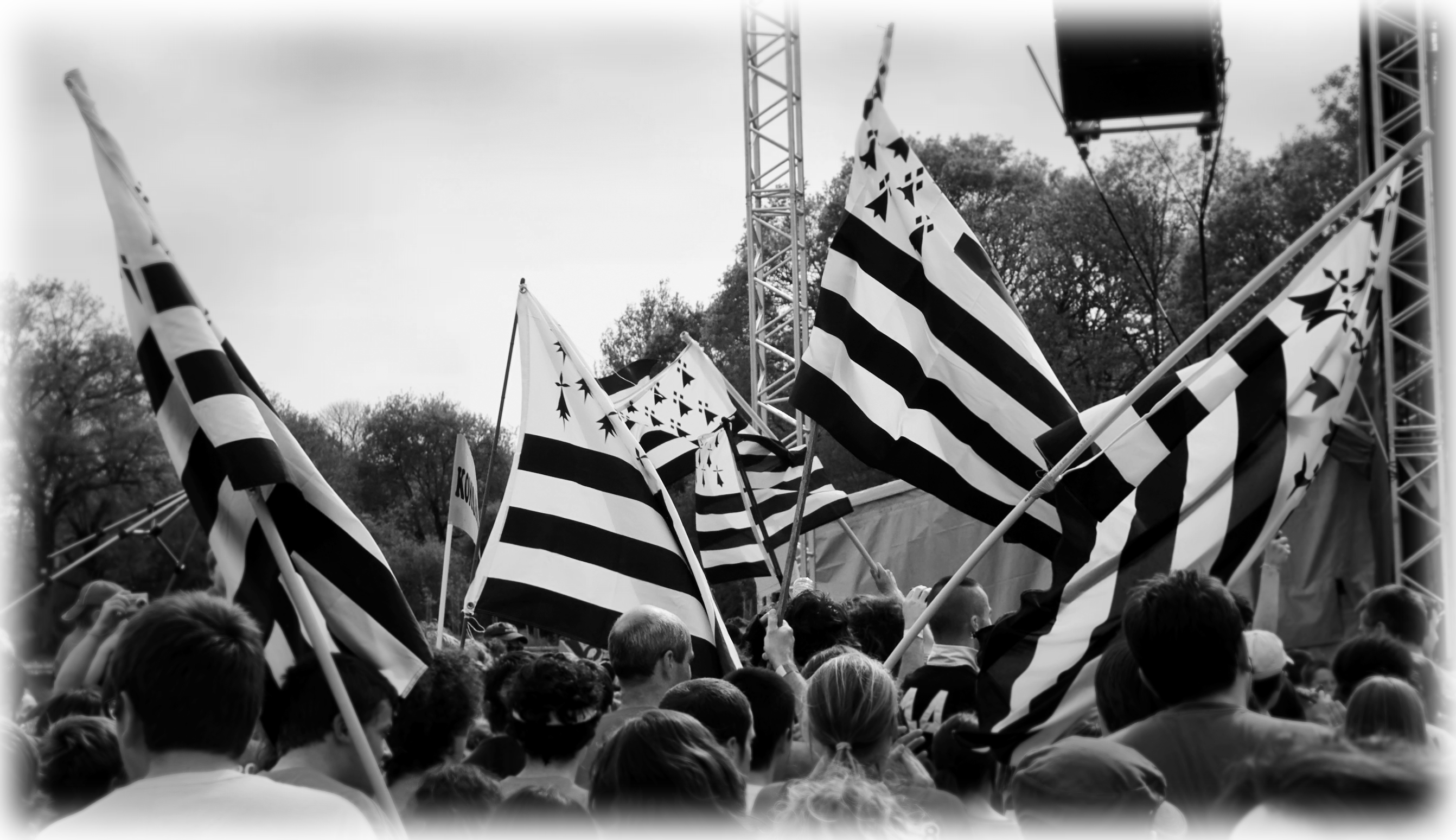
Flottille de Gwenn ha Du lors des 30 ans de Diwan en 2008 à Carhaix

En 2008, un groupe de jeunes Bretons originaires de Saint-Malo lance sur le réseau social Facebook l'idée de référencer les photos du Gwenn ha Du et autres drapeaux bretons prises dans le monde entier. Ce qui donna naissance à l'association Breizh Flag Trip Tour,.

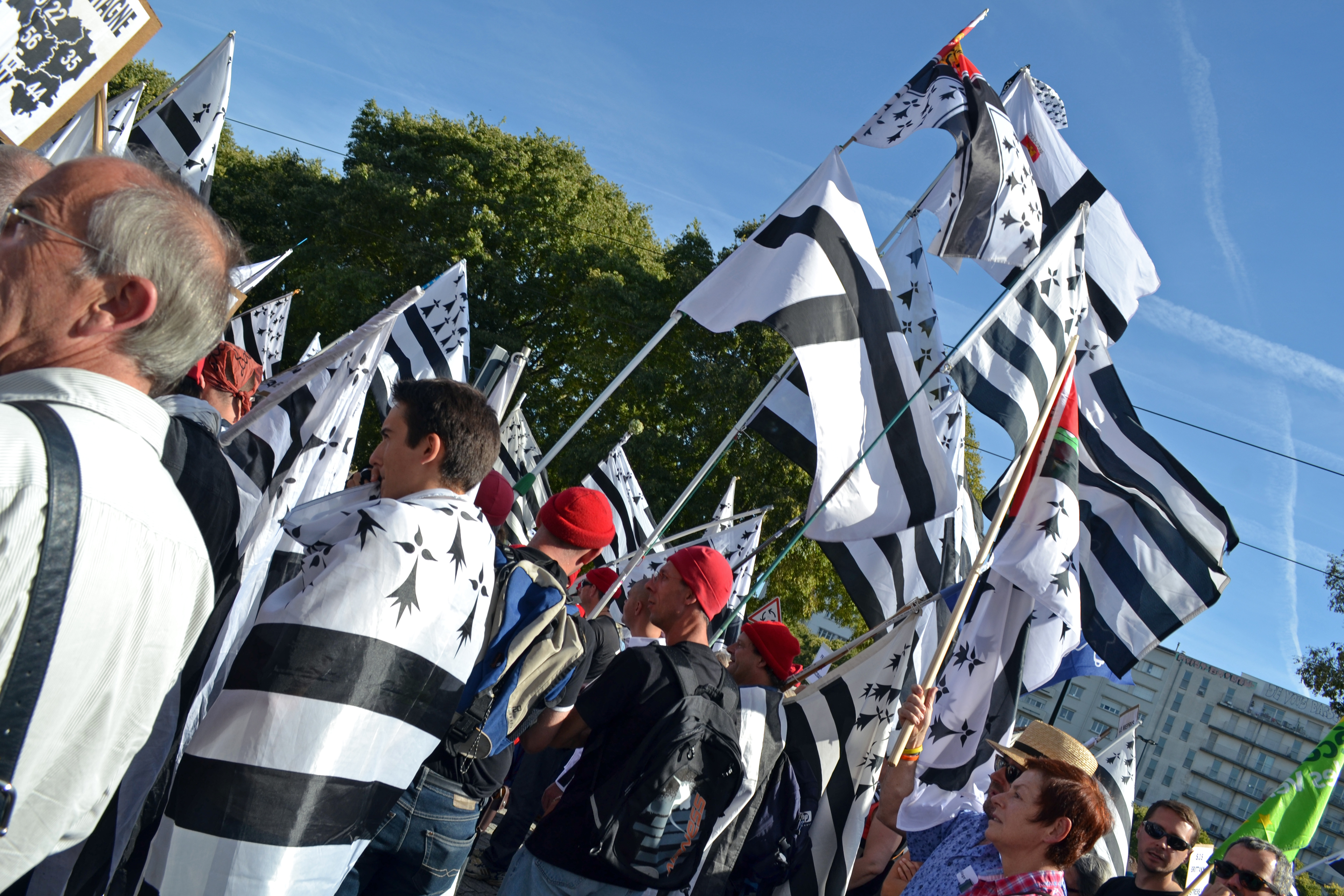
Gwenn ha Du, Kroaz Du et drapeau de Nantes lors de la manifestation du 27 septembre 2014 à Nantes pour la réunification de la Bretagne.

Lors de la finale de la Coupe de France 2009, opposant Rennes et Guingamp, le Conseil régional de Bretagne a distribué gratuitement 20 000 Gwenn ha Du sur les sièges de supporters. La même opération fut reconduite lors de la finale de la Coupe de France 2014 opposant les mêmes équipes
Le Gwenn ha Du fait l'objet d'interdictions ou de confiscations lors d'événements sportifs. Ainsi, en octobre 2009, la confiscation par les services de sécurité du Stade du Roudourou de Guingamp de plusieurs Gwenn ha Du lors d'un match officiel de l'équipe de France de football contre les Îles Féroé, provoque l'émoi d'une partie de la classe politique bretonne. Durant les Jeux olympiques d'été de 2012 à Londres, le drapeau breton a été l'objet d'une certaine 'agitation', étant interdit comme tout drapeau hormis ceux des nations officiellement participantes. Malgré l'interdiction qui le touche, on le retrouve dans les tribunes de nombreuses épreuves. Enfin, en 2013, en plein Mouvement des Bonnets rouges, des bretons assistant à un match de l'équipe de France de Rugby contre la Nouvelle-Zélande se voient confisquer leur Gwenn ha Du par un membre de la sécurité du Stade de France au motif qu'il s'agit d'un « signe politique interdit dans une enceinte sportive »,.
Le 10 août 2012, un Gwenn ha Du commandité par l'association « La Nuit des étoiles » de 300 m2 (13,5 m x 22,5 m pour 50 kg) flotte pour la première fois à Tréflez. Un second drapeau (non flottant) de 25 m de largeur sur 40 de longueur, couvrant ainsi 1 000 m2, fut confectionné par un groupe de supporters du FC Lorient, les Merlus Ultras, pour le derby contre le Stade rennais le 16 septembre 2007 lors de la huitième journée du championnat de France de football 2007-2008.
Le 5 octobre 2013, le conseil culturel de Bretagne émet de vœu que soit apposé le Gwenn ha Du sur la façade des écoles et des établissements bretons d'enseignement du second degré publics et privés sous contrat à côté du drapeau tricolore et du drapeau européen.

#### Émoji
À partir de 2018, la région Bretagne et l'association «emoji.bzh » militent pour qu'un émoji à l'effigie du Gwenn ha Du, soit créé sur les réseaux sociaux. Ensemble, elles lancent une pétition en ligne qui recueille plus de 26 000 signatures, ainsi qu'une campagne de financement participatif qui permet de lever 22 565  euros. Le 13 janvier 2020, avec les hashtags « #emojiBZH » ou « #GwennHaDu », le petit drapeau noir et blanc apparait sur Twitter, devenant le sujet le plus discuté en France sur le réseau social. Néanmoins, il s'agit d'une fonctionnalité temporaire qui a pris fin le 9 février 2020. Le mois suivant, un dossier est déposé et étudié par le consortium Unicode pour connaître l'avenir de cette fonctionnalité que le consortium Unicode a plus tard refusé. Cette décision a été critiquée en raison du fait qu'il existe tout de même des émojis pour l'Angleterre, le Pays de Galles et l'Écosse qui sont des nations constitutives du Royaume-Uni.

## Utilisation
Sans statut officiel, ce drapeau est très fréquemment utilisé depuis le XXe siècle pour représenter la Bretagne, qu'il s'agisse de l'entité historique, géographique et culturelle ou de la région administrative. En breton le drapeau est appelé « Gwenn ha Du » (également orthographié « Gwenn-ha-Du ») et « Bllanc e Nair » en gallo (graphie ABCD), c'est-à-dire « Blanc et Noir » ou encore le « Gâre-Nair », terme utilisé à l'origine pour parler des vaches pie noir qui sont noires et blanches[réf. nécessaire].

## Spécifications

### Composition et dimensions
Le drapeau de la Bretagne, le « Gwenn ha Du », se compose de neuf bandes horizontales (cinq noires et quatre blanches) d'égales largeurs, disposées alternativement. Le canton supérieur du drapeau (côté mât) de couleur blanche, est parsemé de mouchetures d'hermine noires sans nombre précis (mais le plus souvent au nombre de onze) : le quartier d'hermine est dit plain.
Les proportions du « Gwenn ha Du » les plus fréquemment rencontrées sont (se référer à la figure Description du drapeau) :
- A : hauteur = 1 m ;
- B : longueur = 1,5 m ;
- C : hauteur du canton blanc = 0,44 m ;
- D : longueur du canton blanc = 0,475 m ;
- E : largeur de chaque bande noire ou blanche  = 0,111 m.

Ces proportions ainsi que la forme des mouchetures d'hermine, sont non fixées et peuvent subir des variations. Certains fabricants étrangers utilisent des proportions proches de celui du drapeau américain (3:5).
| Description du Gwenn ha Du | \| Couleur \| ● Blanc \| ● Noir \| \| ------- \| --------------- \| -------------- \| \| HTML \| #FFFFFF \| #000000 \| \| RVB \| 255, 255, 255 \| 0,0,0 \| \| Pantone \| Safe \| Black \| \| CMJN \| 0-0-0-0 \| 0-0-0-100 \| \| RAL \| 9010 Pure White \| 9005 Jet Black \| |                |
| Couleur                    | ● Blanc | ● Noir         |
| HTML                       | #FFFFFF | #000000        |
| RVB                        | 255, 255, 255 | 0,0,0          |
| Pantone                    | Safe | Black          |
| CMJN                       | 0-0-0-0 | 0-0-0-100      |
| RAL                        | 9010 Pure White | 9005 Jet Black |

### Versions

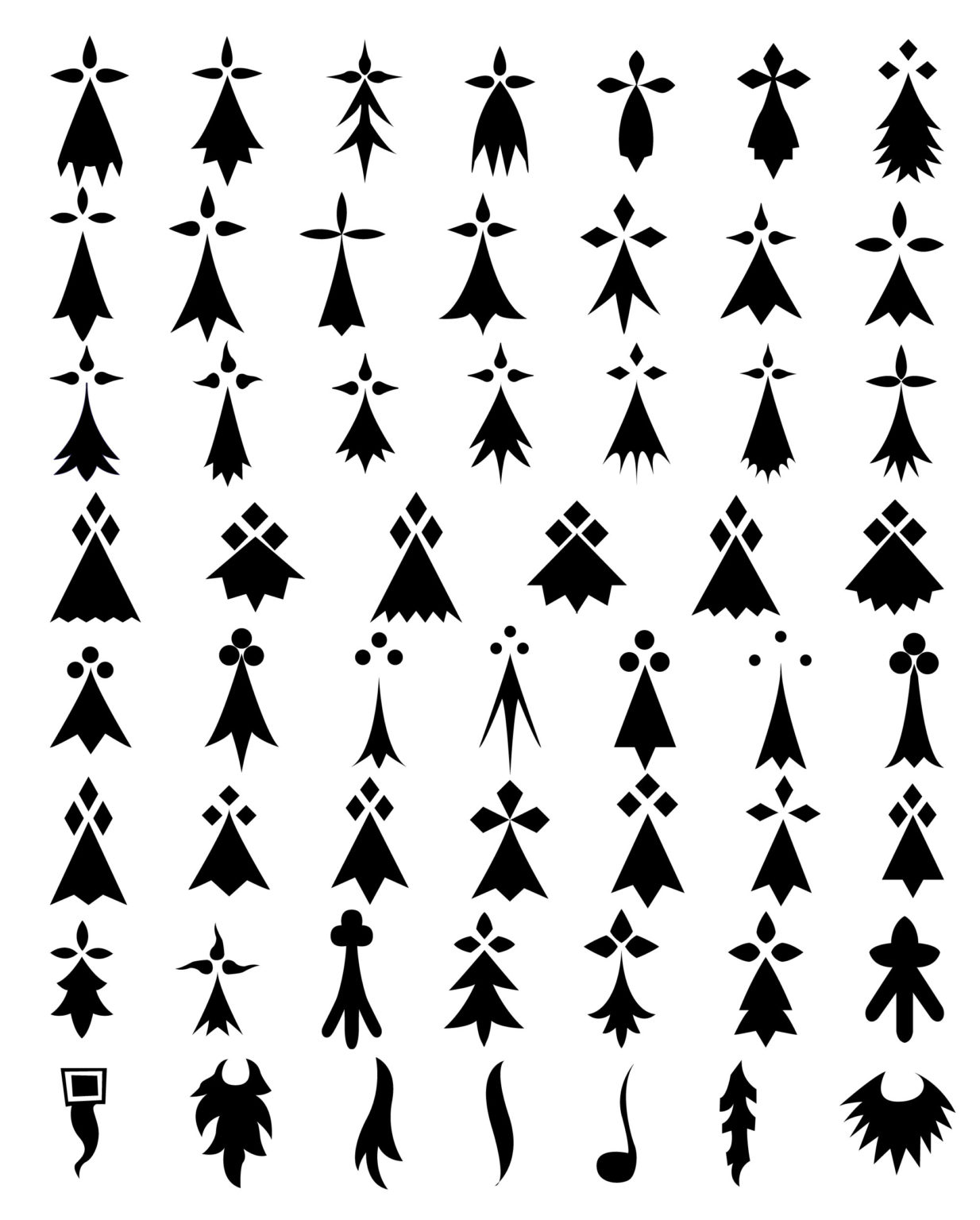
Variations dans les formes des mouchetures d'hermines.

Les hermines rappellent les armes héraldiques de la Bretagne, qui est « d'hermine plain ». La représentation théorique devrait en être celle d'une fourrure héraldique : un semis de mouchetures d'hermine disposées en quinconce, certaines mouchetures étant coupées par la bordure pour signifier clairement qu'elles sont « en nombre indéterminé ». En pratique, les mouchetures sont cependant toujours tracées entières, et peuvent donc être comptées, sans que ce décompte soit significatif.
Les mouchetures sont habituellement au nombre de onze arrangées selon trois rangées horizontales contenant quatre et trois mouchetures en alternance (4, 3 et 4). Cette règle s'est systématisée à partir des années 1970. Ainsi, on a pu trouver des Gwenn ha Du à 1, 3, 5, 8, 9 ou 12 mouchetures d'hermines. D'autres drapeaux, plus rares, en afficheraient 14 selon la séquence : 5, 4 et 5 ; ou 8, en séquence 3, 2, 3.

Version à 11 mouchetures
Version à mouchetures innombrables[Note 6]
Version à 14 mouchetures
Version à 9 mouchetures[Note 7]
Autre version à 9 mouchetures[Note 8]
Version à 8 mouchetures

Comme c'est le cas pour la bannière herminée, la forme des mouchetures d'hermine varie selon les époques, le lieu et l'artiste qui les représente, sans que cela ait aucune signification autre qu'esthétique. Elles ont à leur tête trois mèches ou trois points,. Depuis le XIXe siècle, la pointe inférieure des mouchetures est habituellement représentée avec 3 pointes. Elle peut également représenter jusqu'à neuf pointes et plus rarement une seule. Cette variété de représentation s'explique parce que sur la fourrure véritable la queue d'hermine était brossée, étalant son noir de manière aléatoire sur la pelisse blanche.

### Cadre légal

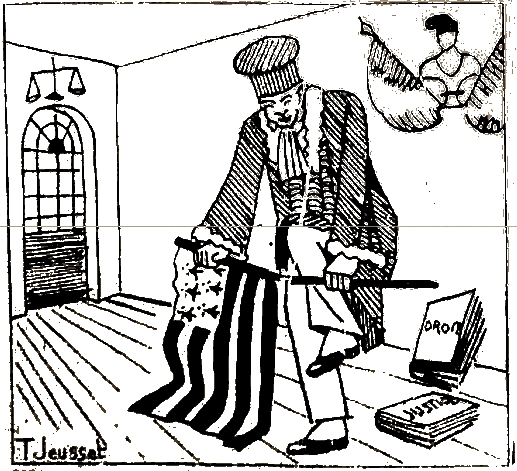
Caricature publiée dans Breiz Atao de février 1929 critiquant l'interdiction du drapeau lors d'un congrès du Parti autonomiste breton l'été précédent.

Bien que la majorité des instances administratives bretonnes utilisent et encouragent l'usage du Gwenn ha Du, il n'existe aucun texte réglementant l'utilisation du drapeau de la Bretagne, le Gwenn ha Du n'a aucun statut « officiel » en Bretagne et en France. Les textes de loi n'interdisent pas non plus son usage explicite par les personnes morales de droit public, par ceux de droit privé et par les personnes physiques.
L'usage du Gwenn ha Du a cependant fait l'objet d'interdictions ponctuelles avant, pendant, et après la Seconde Guerre mondiale, jusqu'à la fin des années 1960 puisqu'il était alors perçu comme séditieux par les autorités.
Des restrictions implicites de l'usage du Gwenn ha Du existent également : par exemple, l'application d'un autocollant représentant un symbole tel que le drapeau de la Bretagne en lieu et place du drapeau européen sur les plaques d'immatriculation françaises est interdite : « Les plaques d'immatriculation des véhicules portant le numéro définitif prévu à l'article R. 322-2 du Code de la route doivent obligatoirement comporter le symbole européen complété de la lettre « F ». »

## Signification

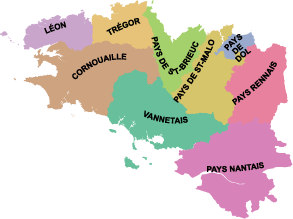
Carte des neuf provinces et des pays traditionnels de Bretagne

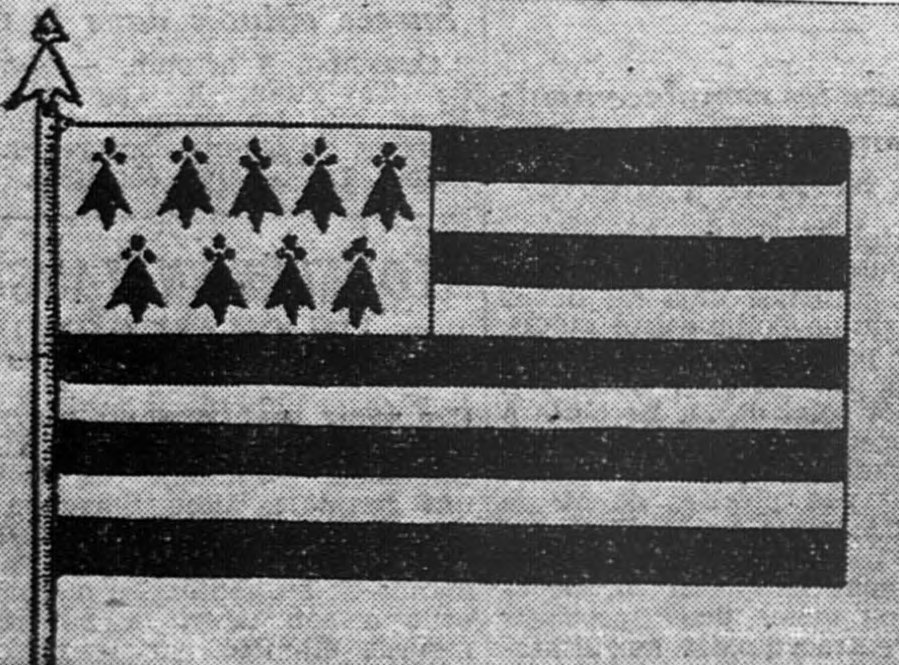
Illustration du Gwenn ha Du tirée de l'article de Léon Le Berre publié dans l'édition du 9 octobre 1937 de L'Ouest-Éclair. Le drapeau a deux rangées de mouchetures.

Les mouchetures d'hermine représentent collectivement la Bretagne, qu'il s'agisse de la province historique, ancien duché indépendant, ou bien de la région administrative.

Les neuf bandes représentent les neuf provinces historiques. Les pays historiques ou provinces (bro, au pluriel broioù en breton) sont souvent assimilés aux anciens évêchés, bien que certains fassent de légères distinctions. Les cinq bandes noires représentent les cinq provinces de la Haute-Bretagne (Dol, Saint-Brieuc, Saint-Malo, Nantais et Rennais) et les quatre bandes blanches représentent les quatre provinces de la Basse-Bretagne (Cornouaille, Léon, Trégor et Vannetais). On ne peut pas attribuer individuellement une bande particulière à une province. On ne peut y voir une corrélation linguistique puisque les limites de la langue bretonne ne suivaient pas celles des diocèses, ni au temps du Duché, ni même au XXe siècle.

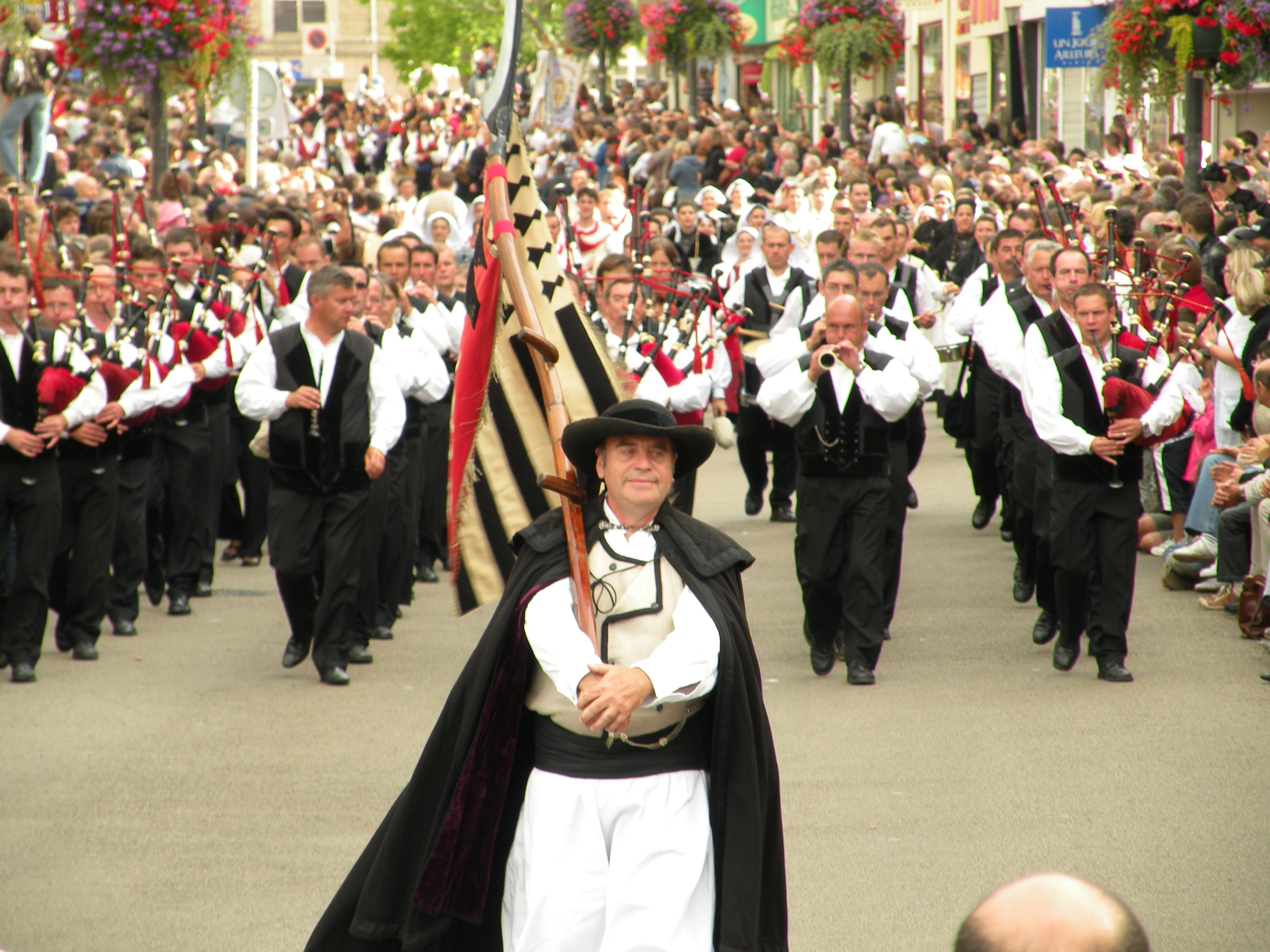
Porteur de la Kevrenn Alre lors du Festival interceltique de Lorient en 2009. L'avers est un Gwenn ha Du à 14 mouchetures (5-4-5). Le revers représente le drapeau du Bagad, le Gwenn ha Du est divisé par une diagonale qui forme un triangle inférieur rouge où figure une chouette.

## Aspects sociologiques

### Opinion publique

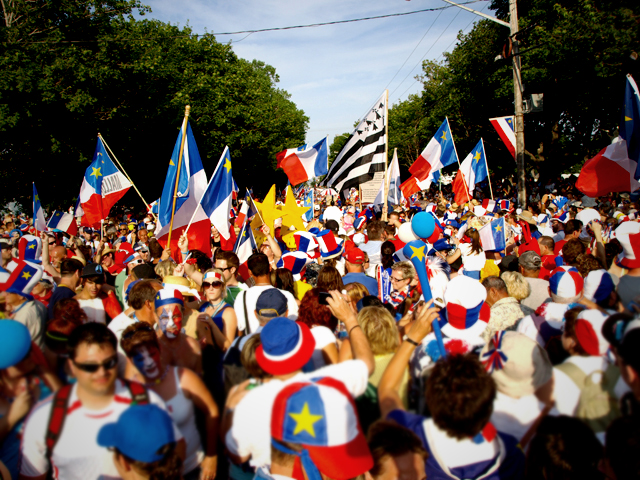
Gwenn ha Du flottant au milieu des drapeaux de l'Acadie lors de la fête acadienne 2009 à Caraquet.

Lors d'un sondage réalisé en janvier 2014 sur le « Baromètre de l'identité culturelle de la Bretagne » par TMO Régions pour le compte de Bretagne Culture Diversité / Sevenadurioù, une association de la promotion et la diffusion de la culture bretonne et de sa diversité dans les cinq départements de la Bretagne historique, deux questions portaient sur le Gwenn ha Du.
Sur le ressenti à la vue des drapeaux breton et français, aux questions suivantes :
| Quel sentiment éprouvez-vous lorsque vous voyez flotter...                  | Réponses  | Réponses   | Réponses                    | Réponses      | Réponses    | Réponses                      |
| Quel sentiment éprouvez-vous lorsque vous voyez flotter...                  | Très émus | Assez émus | Aucun sentiment particulier | Un peu agacés | Très agacés | Ne connaissent pas le drapeau |
| --------------------------------------------------------------------------- | --------- | ---------- | --------------------------- | ------------- | ----------- | ----------------------------- |
| ... le drapeau breton, en particulier hors de Bretagne ou à la télévision ? | 10,5 %    | 51 %       | 35 %                        | 2 %           | 0 %         | 0,5 %                         |
| ... le drapeau français, en particulier hors de France ou à la télévision ? | 8 %       | 48 %       | 42,5 %                      | 0,5 %         | 0 %         | 0 %                           |

Les personnes interrogées sont donc plus émues lorsqu'elles voient le Gwenn ha Du flotter, en particulier hors de Bretagne ou à la télévision (61,5 %) que lorsqu'il s'agit du drapeau français, hors de France ou à la télévision (56 %).
Concernant la connaissance de la culture bretonne, il apparaît que 51 % des personnes interrogées connaissent la signification de Gwenn ha Du en français.

## Protocole

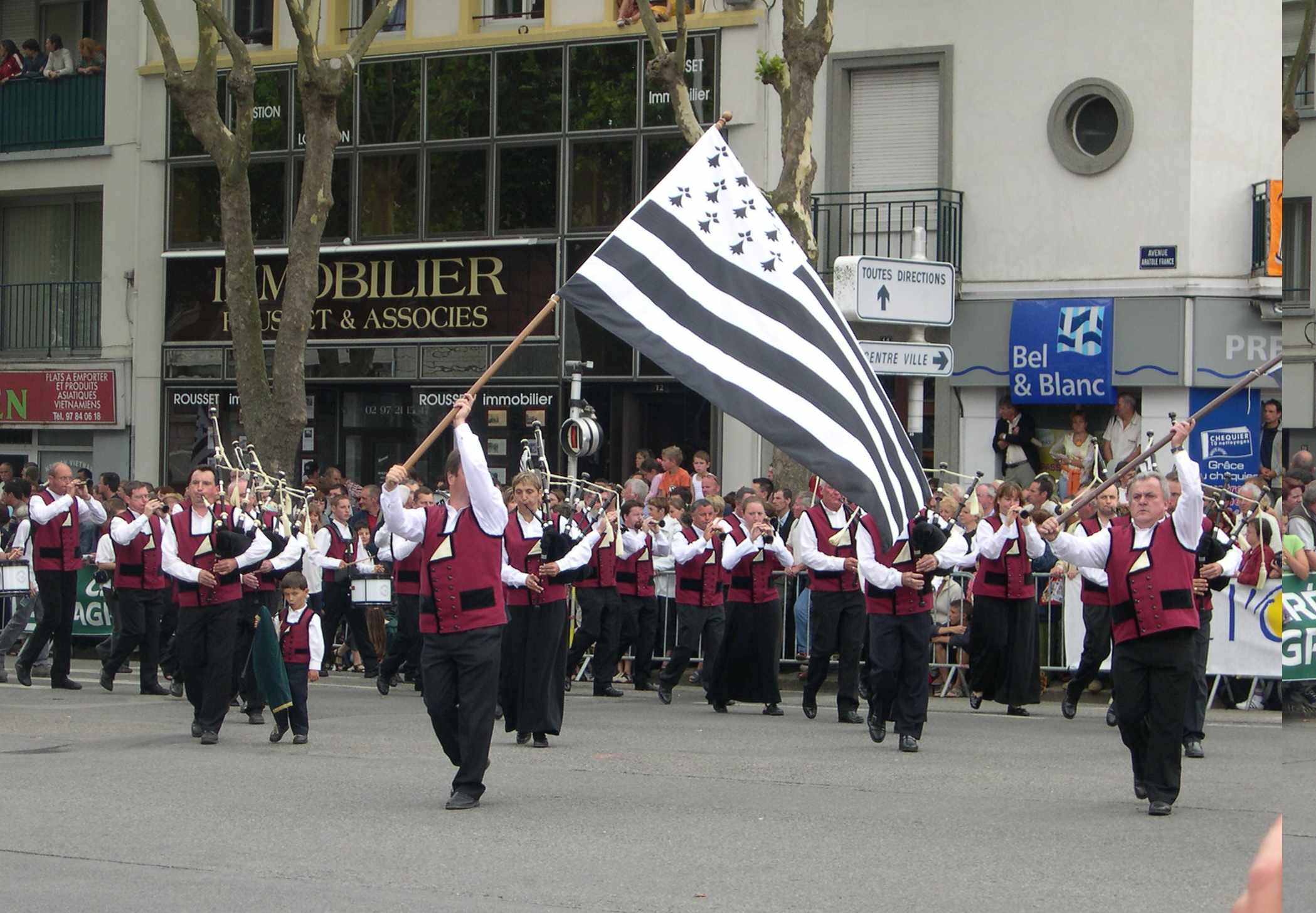
Porteur lors du Festival Interceltique de Lorient en 2005

Le Gwenn ha Du n'ayant aucun statut officiel, aucun protocole ne régit son utilisation. Cependant, dans leur ouvrage, Divi Kervella et Mikael Bodlore-Penlaez ont édicté un certain nombre de règles « inspirées de celles communément admises au niveau international (...) et adaptées aux traditions bretonnes ».

### Ordre de préséance
Le Gwenn ha Du a la préséance sur tous les drapeaux des villes, des pays étrangers, des provinces et pays historiques, des organisations et personnes morales. On retrouvera par exemple dans l'ordre le Gwenn ha Du avant celui du Vannetais, du Pays Pourlet et de la ville de Guémené-sur-Scorff. Lorsque plusieurs drapeaux du même rang sont présents, on privilégie l'ordre alphabétique breton. Les drapeaux de même rang ont droit aux mêmes marques d'honneur. Ils doivent être de dimensions identiques et être hissés à la même hauteur. Enfin, les drapeaux actuels ont toujours primauté sur les drapeaux historiques même si ceux-ci sont hissés dans un lieu historique.

### Manipulation du drapeau
Lorsqu’il est en extérieur, le drapeau doit toujours être hissé au lever du soleil et abaissé au coucher afin d'augmenter son espérance de vie. En cas de mauvais temps, il est recommandé de le remplacer par un drapeau plus petit qui offre moins de résistance au vent. Le drapeau peut aussi être hissé la nuit sur les bâtiments publics en certaines circonstances.

### Disposition

Gwenn ha Du en position verticale.

Le Gwenn ha Du doit toujours être mis tête en haut. Bien qu'autrefois il s'agissait d'un signe de détresse, le fait de le tenir à l'envers est aujourd’hui un signe d'irrespect.

#### Selon le nombre de drapeaux
En présence de deux drapeaux hissés sur des hampes croisées, le drapeau qui se trouve à la place d'honneur est situé à droite (à gauche de l'observateur). L'autre drapeau est à gauche (à droite de l'observateur). Lorsque trois drapeaux sont présents, la place d'honneur est au centre.
En présence de plus de trois drapeaux, ils sont disposés en file indienne sur des mâts distincts et d'égale hauteur. La place d'honneur est au bout de la file, à la gauche de l'observateur, puis les autres drapeaux se présentant suivant l'ordre de préséance. Si les mâts sont disposés de telle façon que celui du centre est plus haut, le drapeau d'honneur y sera hissé. Il en va de même sur une façade, sur un toit, etc.

#### Selon le lieu
Lorsque le drapeau est en intérieur lors de meetings ou de quelconques rassemblements, il doit toujours être à droite (à la gauche de l’observateur) en position d’autorité. Ainsi lorsque le drapeau est placé à côté de l’orateur, il doit être à sa droite. Si le drapeau est placé n’importe où ailleurs dans la salle, il doit être à droite de l’assistance. En position verticale ou horizontale, le canton d'hermines est toujours à la gauche de l'observateur. Le drapeau est le plus souvent attaché à une hampe posée sur un piédestal, à une hauteur suffisante pour l'empêcher de toucher le sol.
Lorsque le drapeau est au-dessus d'une rue, il doit être suspendu au centre. Le côté que l'on fixe à la drisse se trouve en haut, le canton d'honneur orienté vers le nord dans les rues allant de l'est à l'ouest, et vers l'est dans les rues allant du nord au sud. Au-dessus d'un trottoir, le canton d'honneur doit être orienté vers la rue.
Sur les fuselages, c'est le revers qui doit apparaître sur côté tribord, et l'avers sur le côté bâbord, comme si c'était l'arête de la dérive qui faisait office de hampe. Sur les habits : si le drapeau est cousu sur les manches, c'est le revers qui doit apparaître sur la manche droite, et l'avers sur la manche gauche (comme si c'était l'avant du corps qui faisait office de hampe). Enfin, sur les véhicules, le drapeau doit être placé à droite du véhicule.

### Défilés
Selon la coutume bretonne, le Gwenn ha Du est porté à bout de bras flottant au-dessus de la tête du porteur,. Un triskell peut être fixé au sommet de la hampe qui supporte le Gwenn ha Du.
Le drapeau, porté avec d’autres drapeaux lors de défilés, doit être à droite dans le sens de la marche ou seul au milieu de la première rangée, les autres drapeaux se placent à la gauche du Gwenn ha Du en suivant l'ordre de préséance.

## Usages officiels

### Entités administratives

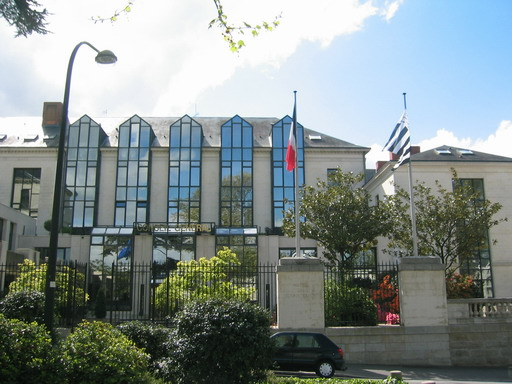
Façade du Conseil Général de la Loire-Atlantique. Le Gwenn ha Du est hissé à côté du drapeau tricolore

La région Bretagne utilise le Gwenn ha Du à côté d'un drapeau chargé de son logo, dont la nouvelle version réalisée en 2005 comporte une moucheture d'hermine. Le Gwenn ha Du flotte sur la plupart des mairies bretonnes et sur de très nombreux bâtiments publics et administratifs de la région Bretagne et du département de la Loire-Atlantique. Concernant ce dernier département, son conseil général l'utilise depuis une décision de son président Patrick Mareschal de 2004, et confirmée par son successeur Philippe Grosvalet en 2011.

### Système d'immatriculation des véhicules

Identifiant territorial du Morbihan (56)

Dans le cadre du changement de système d'immatriculation, qui prévoit un espace pour l'apposition d'une référence locale, la Région Bretagne a choisi d'y faire figurer le Gwenn ha Du. Suivant la nouvelle réglementation, l'automobiliste peut faire figurer le numéro du département de son choix et le logo de la région correspondante, même s'il n'y réside pas : « Ainsi, un Breton vivant à Paris pourra disposer d'une plaque « bretonne ». Toutefois, la mesure de la Région Bretagne ne concerne pas la Loire-Atlantique, le logo devant figurer avec le numéro de ce département étant officiellement le blason de la région Pays de la Loire. Une opération lancée par le Collectif Plaques bretonnes 44, réunissant des associations favorables à la réunification entend proposer aux habitants de la Loire-Atlantique des solutions alternatives leur permettant de placer le Gwenn ha Du et le 44 en même temps.
Le choix du Gwenn ha Du comme marque distinctive régionale, voté à l'unanimité le 13 octobre 2006 par le conseil régional de Bretagne, a été confirmé dans un communiqué par la préfecture de Bretagne, après la parution de l'arrêté du 9 février 2009 fixant les caractéristiques et le mode de pose des plaques d'immatriculation des véhicules dans le Journal officiel du 11 février 2009, qui précise l'identifiant territorial adopté pour chaque région en annexe.

### Usage militaire

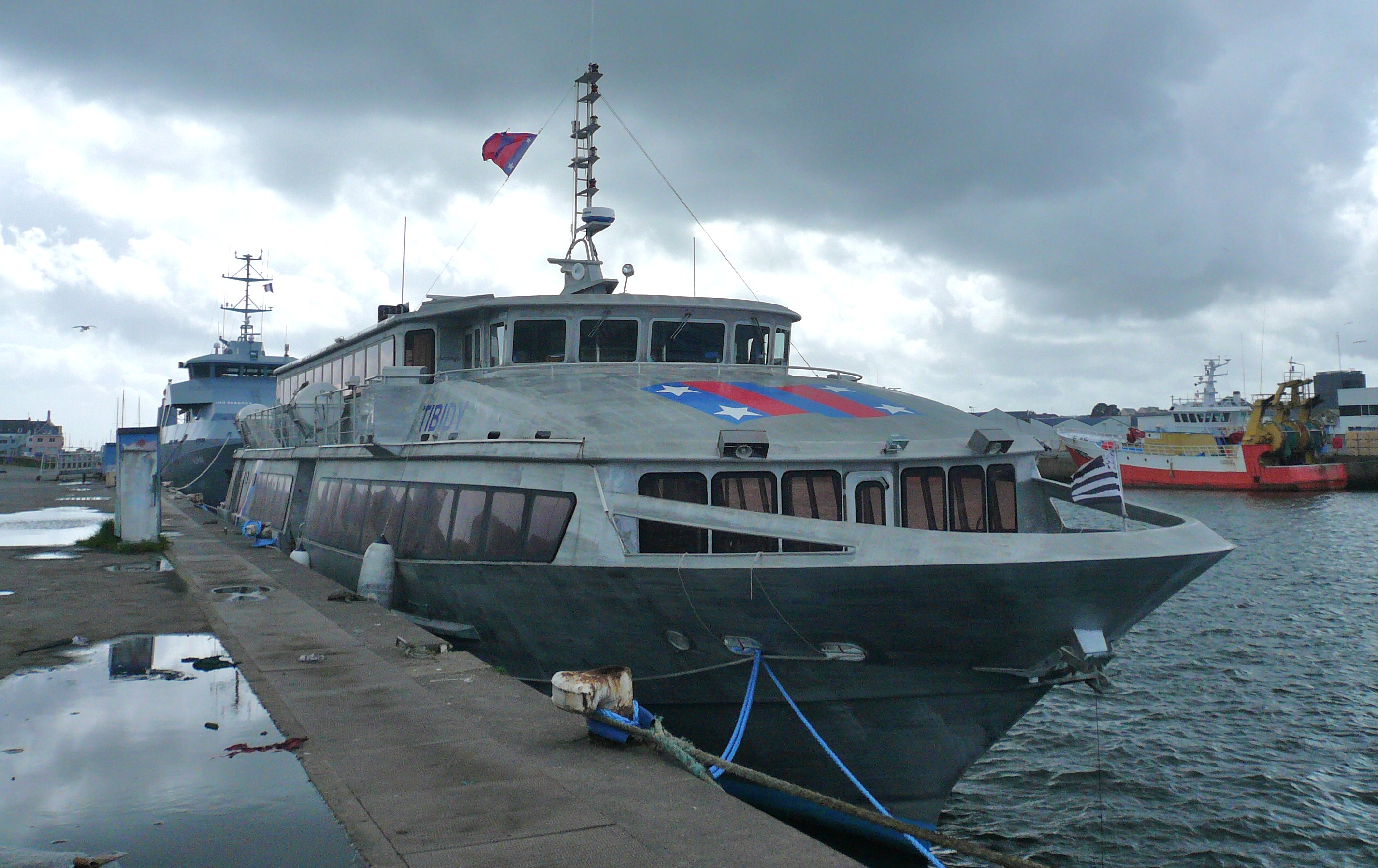
Le Gwenn ha Du utilisé comme pavillon de beaupré.

Il n'est pas rare que la marine nationale française arbore le Gwenn ha Du sur ses navires ayant un lien avec la Bretagne. Il en a par exemple été ainsi lors d'un exercice en mer en 2009, où la frégate Primauguet nommée d'après Hervé de Portzmoguer, un des plus célèbres officiers de marine breton, arborait un Gwenn ha Du à sa mâture. De même, les navettes reliant l'arsenal de Brest à l'Île Longue utilisent le drapeau breton comme pavillon de beaupré.

### Philatélie et héraldique

Blason de Combrit.

Durant les années 1990, la poste française a utilisé, dans son bureau d'Erquy (Côtes-d'Armor), une oblitération dite « flamme illustrée permanente » qui portait le dessin d'un grand Gwenn ha Du flottant au-dessus de la ville d'Erquy. En mai 2008, la poste de l'île de Man émet un bloc de huit timbres-poste représentant chacun le drapeau d'un des huit pays celtiques, dont le Gwenn ha Du avec le slogan « Hep brezhoneg Breizh ebet » (Sans langue bretonne, pas de Bretagne).
En héraldique, Gwenn ha Du est un meuble. Très rare, il est uniquement présent sur le blason de la commune finistérienne de Combrit : Écartelé : au premier d'hermine plain (qui est de Bretagne), au deuxième d'azur à la tour ruinée d'argent, maçonnée de sable, mouvant de la pointe, surmontée à senestre d'un drapeau breton (Gwenn ha Du), au troisième d'azur à la nef d'or, habillée d'argent, voguant sur une fasce ondée du même, au quatrième de sable aux cinq palmettes (plumes de paon) d'or ordonnées en sautoir.
La description du Gwenn ha Du en langage héraldique donnerait « De sable, quatre barres d'argent, le canton d'hermine ».

## Utilisation détournée du drapeau

### Communication d'entreprise

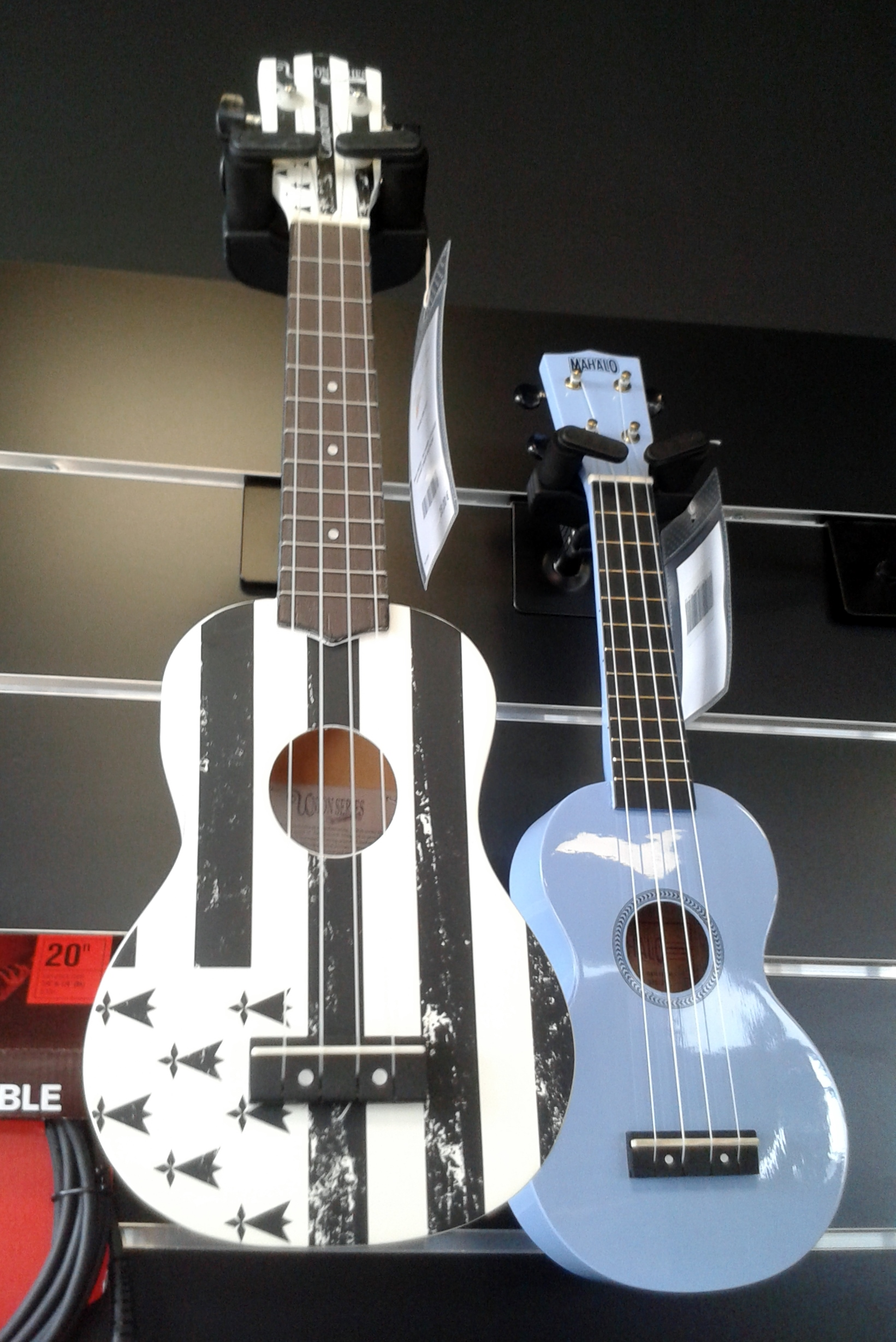
Un ukulélé décoré aux couleurs du Gwen ha Du, dans un magasin près de Nantes.

Les boutiques d'articles de tourisme déclinent volontiers le Gwenn ha Du sous forme d'autocollants, de cartes postales ou de logo associés aux articles typiquement « bretons ». De nombreuses entreprises proposent des produits où figure le Gwenn ha Du ou des variantes. Cela est souvent le cas pour les vêtements, certains accessoires et les produits gastronomiques. De nombreux commerces, boutiques et restaurants portent également le nom Gwenn ha Du.
À la fin des années 2000, certaines banques françaises ont commencé à mettre à disposition de leurs adhérents des cartes bancaires personnalisées où apparaît le drapeau breton. L'usage du Gwenn ha Du par les entreprises constitue une des pierres angulaires du programme d'image de marque de la Bretagne.

### Domaine de la culture

Drapeau pan-celtique composé des drapeaux des 6 nations celtiques et de celui de la Galice

Créé à l'origine en 1998 par des Bretons pour le Festival pan-celtique de Killarney, le drapeau pan-celtique est formé des drapeaux des 6 nations celtiques reconnues par la Ligue celtique, le Congrès celtique et les autres organisations panceltiques (Écosse, Irlande, Île de Man, Pays de Galles, Cornouailles et Bretagne) disposées autour d'un cercle comportant un Triskel,.

Drapeau du collectif Ai'ta

Le Gwenn ha Du est fréquemment déployé dans le cadre de manifestations sportives et culturelles, notamment lors des fest-noz, des festivals musicaux ainsi que lors d'événements où participe des clubs et sportifs bretons.
Des variantes du Gwenn ha Du sont utilisés par des collectifs et associations tels que Ai'ta, collectif pour la défense du breton, une partie de la communauté LGBT breton, le syndicat étudiant Raga Breizh,, l'association bretonne du Pays de Fougères et l'association des brasseurs bretons.
Des associations et clubs bretons usent également du nom Gwenn ha Du dans leur raison sociale.

### Domaine du sport

Le Melen ha Gwer

Dans le domaine sportif, le Gwenn ha Du est notamment utilisé dans le football où il existe de nombreux détournements ou variantes du drapeau breton. Ainsi le premier maillot de l'équipe de Bretagne de Football, porté lors de son premier match international contre le Cameroun, s'inspire directement du Gwenn ha Du : rayé verticalement de blanc et de noir.
Des versions colorées du drapeau existent pour représenter des groupes de supporters ; les couleurs des clubs remplaçant les couleurs originales du drapeau : les supporters du Football Club de Nantes utilisent un drapeau jaune et vert (Melen ha Gwer),,; ceux du Stade brestois 29 utilisent un drapeau blanc et rouge (Gwenn ha Ruz) ; enfin, les supporters du Stade rennais FC et de l'En Avant de Guingamp font usage d'un drapeau rouge et noir (Ruz ha Du),.
Certains clubs bretons font référence au Gwenn ha Du dans leur logo, blason, drapeau officiel ou comme motif pour leurs maillots : les couleurs du Vannes OC étant le blanc et le noir, le drapeau utilisé à partir de la finale de la coupe de la Ligue 2009, ainsi que le logotype officiel (2010) du club s'inspirent grandement du Gwenn ha Du ; un Gwenn ha Du flottant apparaît sur le logotype officiel (2010) du FC Lorient ; le Stade rennais FC utilise en 2010-2011 un maillot blanc et noir, dont le motif reprend celui du Gwenn ha Du à onze hermines.
En basket-ball, le club de l'Étendard de Brest utilise également le drapeau breton attaché à un ballon.

### Domaine de la politique

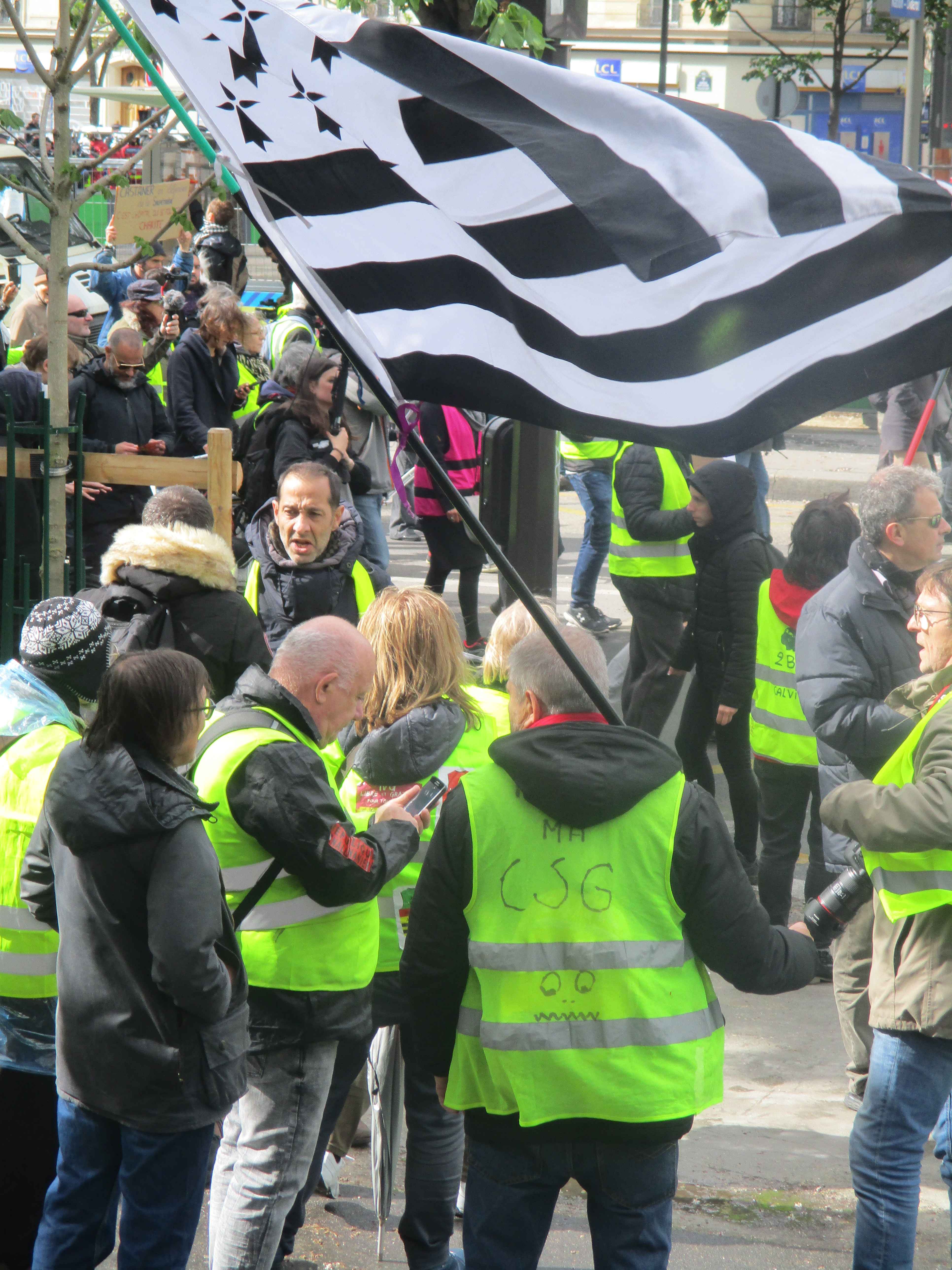
Utilisation pendant une manifestation de gilets jaunes en 2019, le drapeau souvent une dimension contestataire.

Bien que la connotation politique du Gwenn ha Du soit devenue accessoire, son utilisation reste répandue parmi les mouvements de protestations (exemple du mouvement des Bonnets rouges en 2013-2014), les partis et mouvements politiques bretons. Le Gwenn ha Du est largement utilisé lors des manifestations syndicales et sociales, il a gardé un aspect revendicatif.
Quelques partis et mouvements utilisent ou ont utilisé leurs propres variantes du Gwenn ha Du :
- l'Union démocratique bretonne utilise de 2012 à 2021 un logo intégrant en son sein un Gwenn ha Du ;
- les anarchistes bretons utilisent un Gwenn ha Du divisé par une diagonale qui forme un triangle inférieur noir[VH 4], symbolisant l'anarchisme. Ce drapeau a été utilisé par Huch! collectif rennais de la Coordination Bretagne indépendante et libertaire ;
- le Strollad Komunour Breizh, parti communiste breton, a utilisé dans les années 1970 un drapeau où figure une étoile rouge symbolisant le communisme à la place des mouchetures d'hermine ;
- le logo d'Emgann, mouvement indépendantiste breton existant entre 1983 et 2009, représente également un Gwenn ha Du chargé du nom stylisé du mouvement[VH 4] ;
- le Strollad pobl vreizh, parti ayant existé de 1979 à 1984, présente une version détournée du drapeau où les bandes noires forment le sigle du parti, (SPV)  ;
- enfin de nombreux autres mouvements et collectifs tel que les anarchistes bretons[A 16], Breizh Antifa (collectif antifasciste), Eurobreizh[C 3],[A 16], ou le syndicat Labour e Breizh (« Du travail en Bretagne ») et son Gwenn-ha-Ruz[C 3],[A 16] utilisent ou ont utilisé des drapeaux et logos dérivés du Gwenn ha Du.

### Domaine militaire

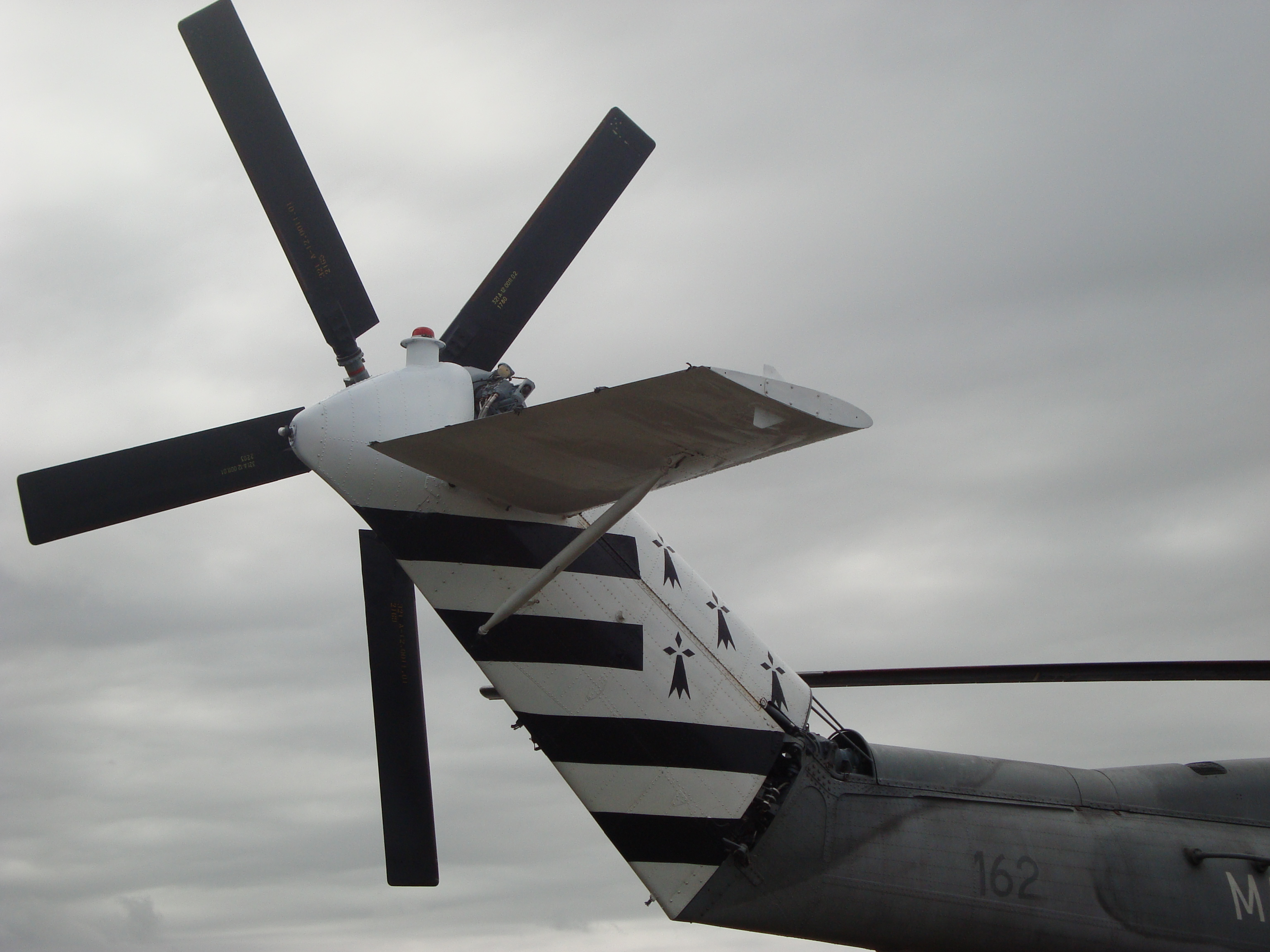
Gwenn ha Du peint sur la queue d'un Super-Frelon de la flottille 32F.

L'utilisation du Gwenn ha Du par les composantes de l'armée française ou bien des soldats de celles-ci est un moyen de rendre hommage à ses origines bretonnes. C'est ainsi que des Gwenn ha Du ont pu être observés sur des aéronefs d'unités de la marine française comme sur un hélicoptère Super-Frelon de la flottille 32F de la Base d'aéronautique navale de Lanvéoc-Poulmic ou un Dassault Rafale de la flottille 12F de la Base d'aéronautique navale de Landivisiau toutes deux situées en Bretagne.
Lors de la seconde Guerre d'Afghanistan et de l'intervention militaire au Mali, certains soldats du 3e régiment d'infanterie de marine de Vannes, du 2e régiment d'infanterie de marine du Mans et du 11e régiment d'artillerie de marine de Saint-Aubin-du-Cormier ont agrémenté leur uniforme d'un badge d'épaule représentant le Gwenn ha Du assorti de la mention « Breizh special forces »,.

### Webographie
- Sites internet du groupe Ouest-France.

1. ↑  « Avec le Breizh Flag Trip Tour, les Bretons sont partout », sur Ouest-France, 7 mai 2012 (consulté le 16 septembre 2012)
2. ↑  Pierre Wadoux, « JO 2012. Le drapeau breton interdit ! », sur Ouest-France, 30 juillet 2012 (consulté le 26 août 2012)
3. ↑  « Rugby. Le drapeau breton interdit au Stade de France ! », sur Ouest-France, 10 novembre 2013 (consulté le 29 avril 2015)
4. ↑  Michel Urvoy, « Ce que sera votre plaque d'immatriculation », sur Ouest-France, 5 juin 2008 (consulté le 3 novembre 2012)
5. ↑  
« La Bretagne sur les plaques : c’est le Gwen ha du », sur Ouest-France, 14 février 2009 (consulté le 3 novembre 2012)
6. ↑  Jean-Laurent Bras, « Les Bretons sur tous les... fronts », La Bretagne, parlons-en !, sur Ouest-France, 8 juin 2011 (consulté le 3 novembre 2012)
7. ↑  Philippe Chapleau, « De la Kapisa à l'adrar des Ifoghas, le « Breizh Special Forces » toujours en première ligne », sur Lignes de défense, 28 mars 2013 (consulté le 2 avril 2013)

- Site internet du Le Télégramme.

1. ↑  « Coupe de France. 20.000 gwenn-ha-du pour la finale ! », Le Télégramme, 25 avril 2014 (consulté le 4 mai 2014)
2. ↑  « Communiqué de l'UDB : Le « Gwenn ha Du » interdit de stade », sur Site des Jeunes de l'UDB, 12 octobre 2009 (consulté le 16 septembre 2012)
3. ↑  David Cormier, « JO 2012 : interdit, le drapeau breton s'invite parfois quand même », Le Télégramme, 30 juillet 2012 (consulté le 26 août 2012)
4. ↑  « Stade de France. Privés de gwenn-ha-du... mais pas de bonnets rouges », Le Télégramme, 9 novembre 2013 (consulté le 29 avril 2015)
5. ↑  « Record. Le plus grand Gwenn ha Du du monde dévoilé ce soir », Le Télégramme, 10 août 2012 (consulté le 26 août 2012)
6. ↑  Simon Janvier, « Loire-Atlantique. Le gwenn ha du continuera de flotter devant l'hôtel du département », Le Télégramme, 31 mars 2011 (consulté le 23 mai 2014)
7. ↑  « Société Générale : Une carte bancaire à l'effigie de la Bretagne », Le Télégramme,‎ 12 juin 2009
8. ↑  « BAN. La belle fête des 10 ans du Rafale », Le Télégramme, 13 juillet 2012 (consulté le 13 septembre 2012)

- Site internet de l'Agence Bretagne Presse.

1. ↑  Ronan Le Flécher, « Une pièce argent massif de 10 euros au visage de la Bretagne tronquée », sur Agence Bretagne Presse, 2010 (consulté le 23 septembre 2012)
2. 1 2  Mikael Bodlore-Penlaez, « C'est confirmé, la plaque bretonne présentée par le ministère de l'Intérieur sera bien celle avec le Gwenn ha Du », sur Agence Bretagne Presse, 5 juin 2008 (consulté le 4 mai 2014)
3. ↑  « Celtic nations celebrated in Manx stamp issue », sur Agence Bretagne Presse, 24 avril 2008 (consulté le 10 mai 2014)

- Sites internet consacrés à la vexillologie et à l'héraldique.

1. 1 2 3 4 5 6 7  « Le Gwenn ha du, Drapeau moderne de la Bretagne », sur Bannieloù Breizh (consulté le 21 septembre 2012).
2. ↑  (en) « Marshall (Cork) coat of arms / Marshall (Cork) family crest », sur Coats of Arms from Ireland and around the World by Eddie Geoghegan (consulté le 21 septembre 2012)
3. ↑  (en) « Brittany (Traditional province, France) », sur FOTW, « Flags of the World » Web Site, 18 janvier 2002 (consulté le 10 mai 2014)
4. 1 2  Drapeaux bretons : La Bretagne par ses drapeaux, « Organisations », sur Kevarzhe Vannielouriezh Vreizh / Société Bretonne de Vexillologie, 21 décembre 2007 (consulté le 13 septembre 2012)